# Sehenswürdigkeiten der Stadt Esslingen am Neckar
Esslingen am Neckar ist eine der wenigen Städte in Deutschland, die im Zweiten Weltkrieg keine nennenswerten Zerstörungen erfuhren. Somit weist die Architektur der Stadt Beispiele aus über 1200 Jahren Geschichte auf.

## Amts-, Bürger- und Rathäuser

### Altes Rathaus mit Glockenspiel

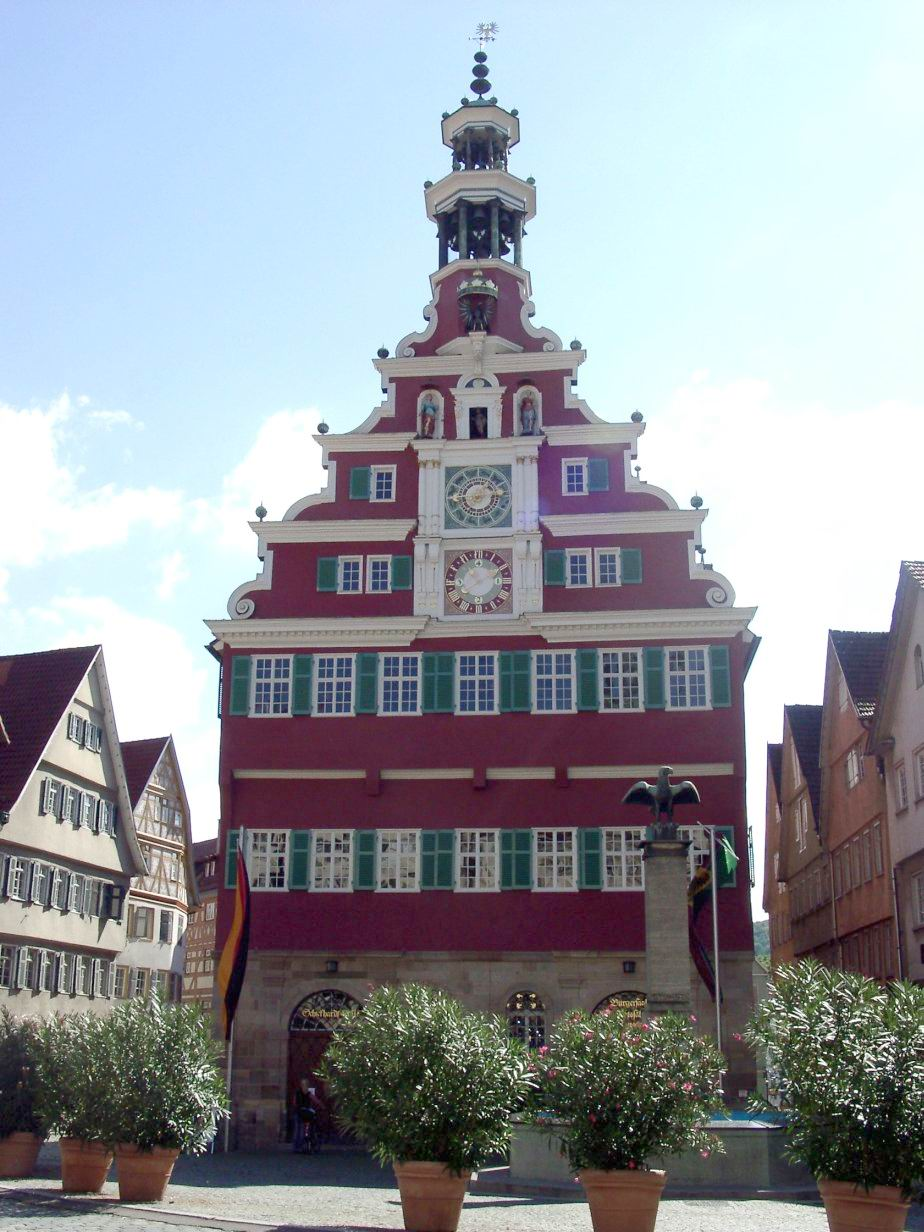
Das Alte Rathaus

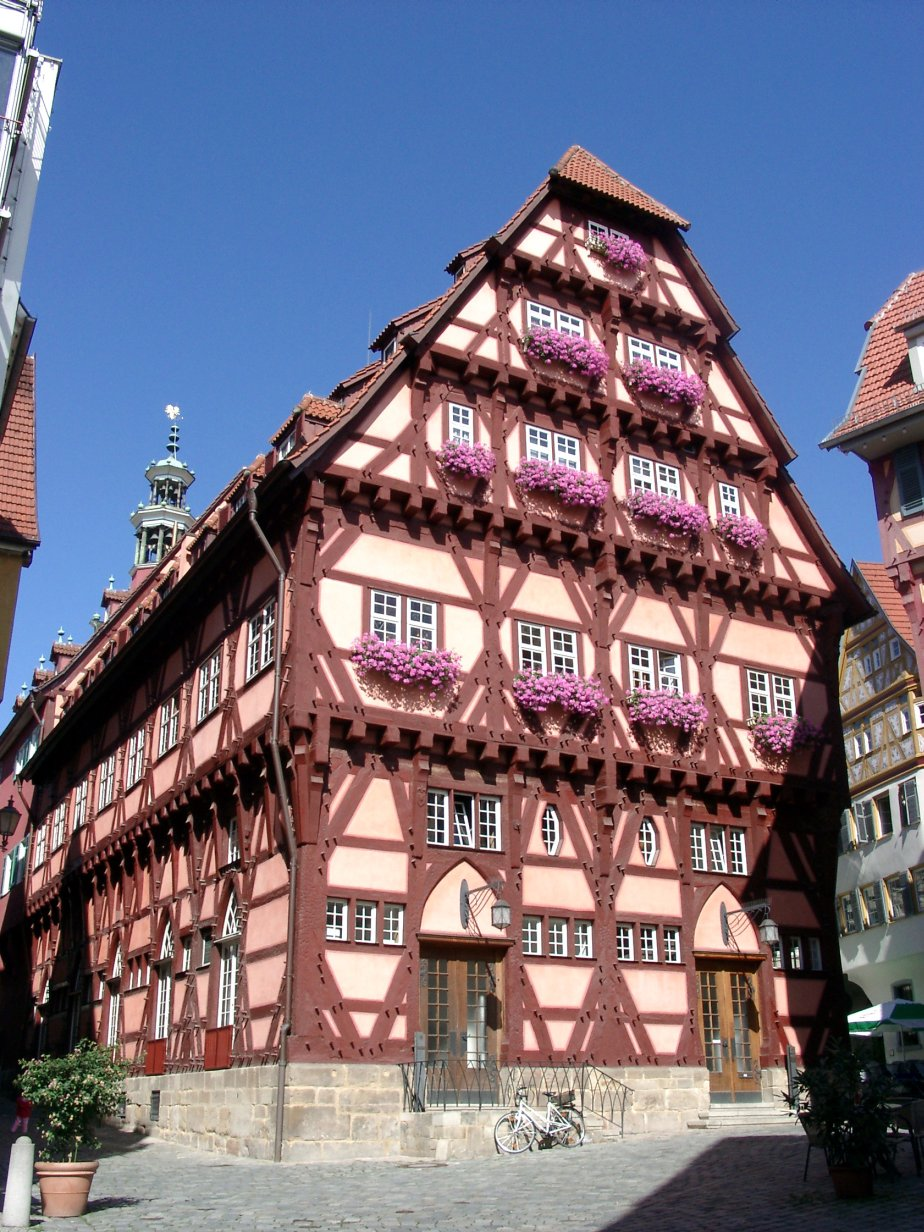
Das Alte Rathaus, Rückseite

Das Alte Rathaus wurde um 1420 als städtisches Kauf- und Steuerhaus errichtet und gilt mit seinem prächtigen Fachwerk-Südgiebel als Hauptwerk des alemannischen Fachwerkbaus. 1586 bis 1589 wurde vor der Nordseite durch Heinrich Schickhardt eine Giebelfront mit zierlichem Uhrentürmchen im Renaissancestil errichtet. 1592 kam eine astronomische Uhr mit den allegorischen Figuren Justitia und Temperantia dazu, die sich bei jedem Stundenschlag bewegen. Ein Adler, das Wappentier der Freien Reichsstadt, schlägt dazu mit den Flügeln. Die Uhr am Alten Rathaus zu Esslingen ist eine astronomische Uhr und die älteste funktionierende schmiedeeiserne Turmuhr Deutschlands. Sie wurde von der Denkmalstiftung Baden-Württemberg zum „Denkmal des Monats März 2007“ ernannt.
Unter der Leitung von Schickhardt wurden ab 1586 auch wichtige Innenräume neu gestaltet. Hierzu gehört die gewölbte Halle im Erdgeschoss, die sich eng an der Erdgeschosshalle in dem ab 1583 in Stuttgart errichteten Neuen Lusthaus orientierte.
Anlässlich einer Renovierung 1926 wurde von den Esslinger Bürgern ein Glockenspiel mit 24 Glocken gespendet. Durch eine weitere Bürgerinitiative 1976 wurde das Glockenspiel noch einmal erneuert und um 5 Glocken erweitert. Damit verfügt es über einen Tonumfang von mehr als zwei Oktaven. Zur Verfügung stehen mehr als 200 Lieder, die mit Lochbändern gesteuert werden. Das Glockenspiel ist jeden Tag um 8:00, 12:00, 15:00, 18:00 und 19:30 Uhr zu hören.

### Amtsgericht
Das Amtsgericht wurde 1705 bis 1715 gebaut. Es ersetzte das Rathaus, das 1701 abgebrannt war. Von Württemberg wurde es 1803 mit dem Kaisersaal beschlagnahmt und damit Sitz der Gerichtsbehörden und bis 1806 des Oberamts. Seine Bestimmung als Amtsgericht bekam es 1879.

### Des Sachsen Haus
Des Sachsen Haus steht in der Heugasse 1 und wurde im 15. Jahrhundert gebaut. Im Haus gibt es aus der Renaissance stammende Deckenmalereien.

### Gelbes Haus

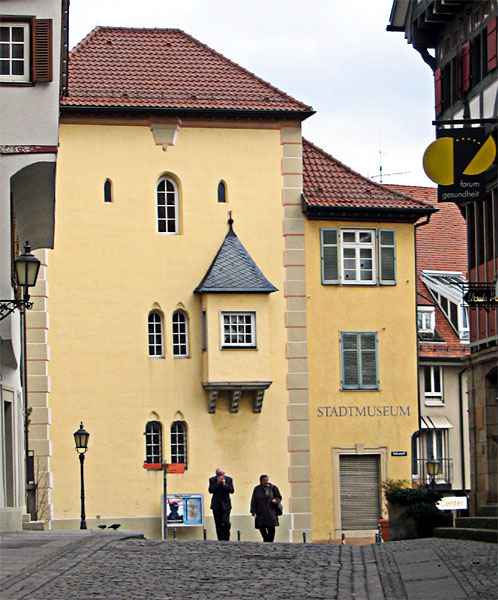
Das Gelbe Haus

Das Gelbe Haus am Hafenmarkt 9 wurde in seiner heutigen Form nach 1739 errichtet. Im westlichen Teil des barocken Fachwerkbaus steckt ein gut erhaltener steinerner Wohnturm aus der Zeit zwischen 1259 und 1269. Zusammen mit dem barocken Nachbargebäude Hafenmarkt 7 (mit prächtigen Stuckdecken) beherbergt das Haus heute das Stadtmuseum.

### Hafenmarkt
Am Hafenmarkt steht aus den Jahren 1328 bis 1331 mit den Hausnummern 4 bis 10 die älteste bekannte Häuserzeile in Deutschland.

### Haus zum Einhorn
Das Haus zum Einhorn wurde 1598 erbaut und steht in der Heugasse 17. Das Rundbogentor mit der geschnitzten Tür hat man 1797 bei einer grundlegenden Renovierung angebracht. Es war in der Zeit nach 1805 Sitz der Stadtschreiberei.

### Lateinschule
Die frühe Einrichtung der Lateinschule in Esslingen hat vermutlich in der Niederlassung der Dominikaner im frühen 13. Jahrhundert ihren Ursprung. Das heutige Georgii-Gymnasium in Esslingen am Neckar ist aus dieser erstmals im Jahr 1279 n. Chr. urkundlich belegten Lateinschule des Esslinger Schulmeisters Magister Henricus Scholasticus hervorgegangen.
Die Umfassungsmauern vom Erdgeschoss der Lateinschule in der Abt-Fulrad-Straße 3 stammen aus dem 13. Jahrhundert. Ab 1326 war in diesem Haus zunächst eine Lateinschule, später ein Gymnasium untergebracht, das dann 1910 in einen Neubau auf den Lohwasen umzog und ab 1937 nach Theodor Georgii benannt wurde.

### Neues Rathaus
Das Neue Rathaus in Esslingen wurde in den Jahren 1748 bis 1751 als Stadtpalast des Freiherrn Gottlieb von Palm erbaut. Von 1831 bis 1840 war es im Besitz des Grafen Alexander von Württemberg. Seit 1841 dient das Gebäude als Rathaus von Esslingen. Neben dem Rathaus steht das denkmalgeschützte Dekanatsgebäude.

### Palmscher Bau
Der Palmsche Bau wurde, nach dem Stadtbrand 1701, in den Jahren 1708 bis 1710 durch Freiherr Jonathan von Palm als Stadtpalast erbaut. Zeitweise war im Palm’schen Bau die Thurn- und Taxissche Postverwaltung untergebracht. 1862 wurde für den Bau die Dingliche Schildwirtschaftsgerechtigkeit erteilt und auch heute noch wird darin ein Restaurant mit Biergarten betrieben, das den Namen Palmscher Bau trägt.

### Ratskeller
Der Ratskeller stammt ursprünglich aus dem 14. Jahrhundert. Im 16. Jahrhundert wurde an der Südseite des Hauses angebaut und am Giebel Malereien angebracht. Er steht am Hafenmarkt 1.

### Ritterbau
Der Ritterbau wurde in den Jahren von 1722 bis 1725 als Kanzleigebäude des Ritterkantons Kocher erbaut. Von 1806 bis 1978 beherbergte es das Oberamt (später Landratsamt). Aktuell residiert dort das Amtsgericht.

### Schwörhaus
Das Schwörhaus wurde gegen Ende des 13. Jahrhunderts erbaut. Vom Balkon aus leisteten der Bürgermeister und Bürger der Reichsstadt von 1376 bis 1802 am Sonntag nach dem Jakobustag (25. Juli, Festtag des heiligen Jakobus), dem so genannten Schwörtag den Eid auf die Verfassung der Stadt. 1807 brach der Balkon ab.

### Spitalkelter (Kielmeyerhaus)

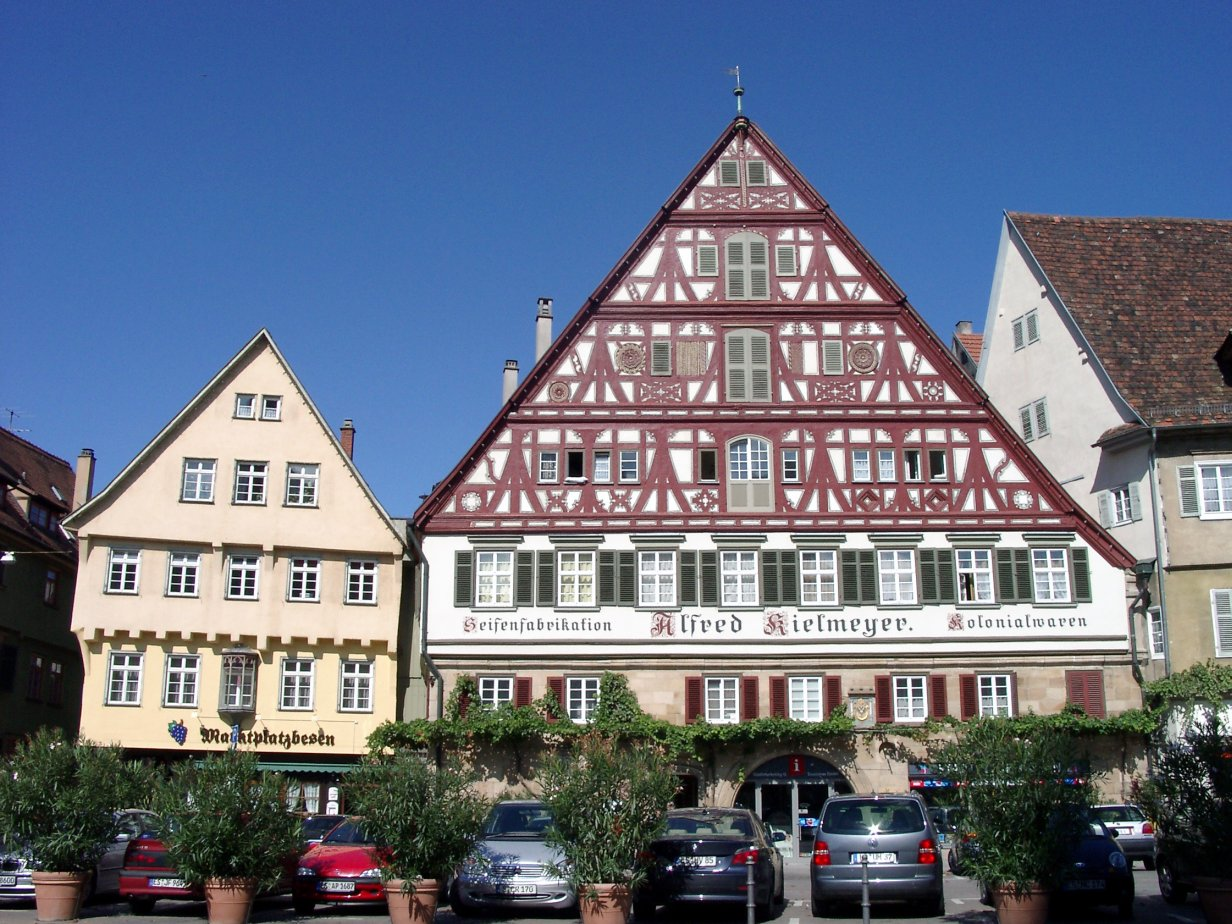
Spitalkelter

Die Spitalkelter wurde 1582 als Kelter des St. Katharinen-Hospitals, das etwa um 1811 abgebrochen wurde, erbaut. Zu finden als mächtigstes Bürgerhaus am Marktplatz. An seiner linken Ecke in etwa drei Meter Höhe ist eine kleine schwarze Gestalt, das Schwarze Männle, angebracht. Dieses schwarze Männle soll einen Keltergeist darstellen, der im Keller jeden Kelterhelfer verprügelte, der einen Diebstahl oder Betrug beging. Außer dem Schwarzen Männle soll auch noch ein Krokodil in den Tiefen des Kellers gehaust haben, das einen der Küfer bis auf die lederne Schürze aufgefressen haben soll. Diese Vorgänge sollen zum Bau einer übersichtlicheren neuen Kelter geführt haben. Das schwarze Männle hält einen Wappenschild in seinen Händen, auf dem die Jahreszahl 1582 zu lesen ist.

### Stadtarchiv
Das Stadtarchiv wurde etwa um 1240 als Friedhofskapelle erbaut. Erstmals urkundlich erwähnt wurde sie 1324 als Allerheiligenkapelle. 1444 wurde das Gebäude umgebaut. Im Obergeschoss war der Kapellenraum unten ein dreischiffiges Beinhaus. 1610 wurde es zum Stadtarchiv ausgebaut.

### Synagoge
Das frühere Zunfthaus der Schneider im Heppächer wurde 1819 zur Synagoge umgebaut, 1938 geschändet und dient seit März 2012 wieder als Synagoge.

### Zum Roten Löwen
Die ehemalige Gastherberge Zum Roten Löwen in der Strohstraße 9 wurde zum ersten Mal 1456 urkundlich erwähnt. Nach dem Stadtbrand von 1701 wurde es mit barockem Zierfachwerk wieder aufgebaut. Ab 1728 war es das erste Esslinger Postamt. Von 1908 bis 1983 war in dem Gebäude mit dem Kinematograph National das erste Esslinger Kino untergebracht.

### Kanalstraße 12/1
Das Gebäude Kanalstraße 12/1 ist ein klassizistisches Bauwerk aus der Zeit der Industrialisierung des Neckartals und steht auf einem Grundstück, das wohl im Mittelalter von einer Gerberei oder Leimsiederei genutzt wurde.

## Brücken und Befestigungsanlage
Esslingen bekam um 1220 eine Befestigungsanlage, die zunächst das Stadtgebiet mit dem Markt umschloss. Die erste urkundliche Erwähnung der Stadtmauer stammt aus dem Jahr 1241.
Als die Gegensätze zu Württemberg immer größer wurden, hat man das Tal durch neuere Mauern ab 1281 um die Pliensauvorstadt komplett abgeriegelt. Um 1330 wurde die Obertorvorstadt in die Befestigung mit einbezogen. Mit 28 Toren und etwa 50 Türmen galt Esslingen als uneinnehmbar.

Um 1460 wurden vor der inneren Befestigung Vorwerke und Zwinger errichtet, um gegen die immer besseren Waffen geschützt zu sein. Für den Einsatz von Geschützen wurden Türme gebaut.

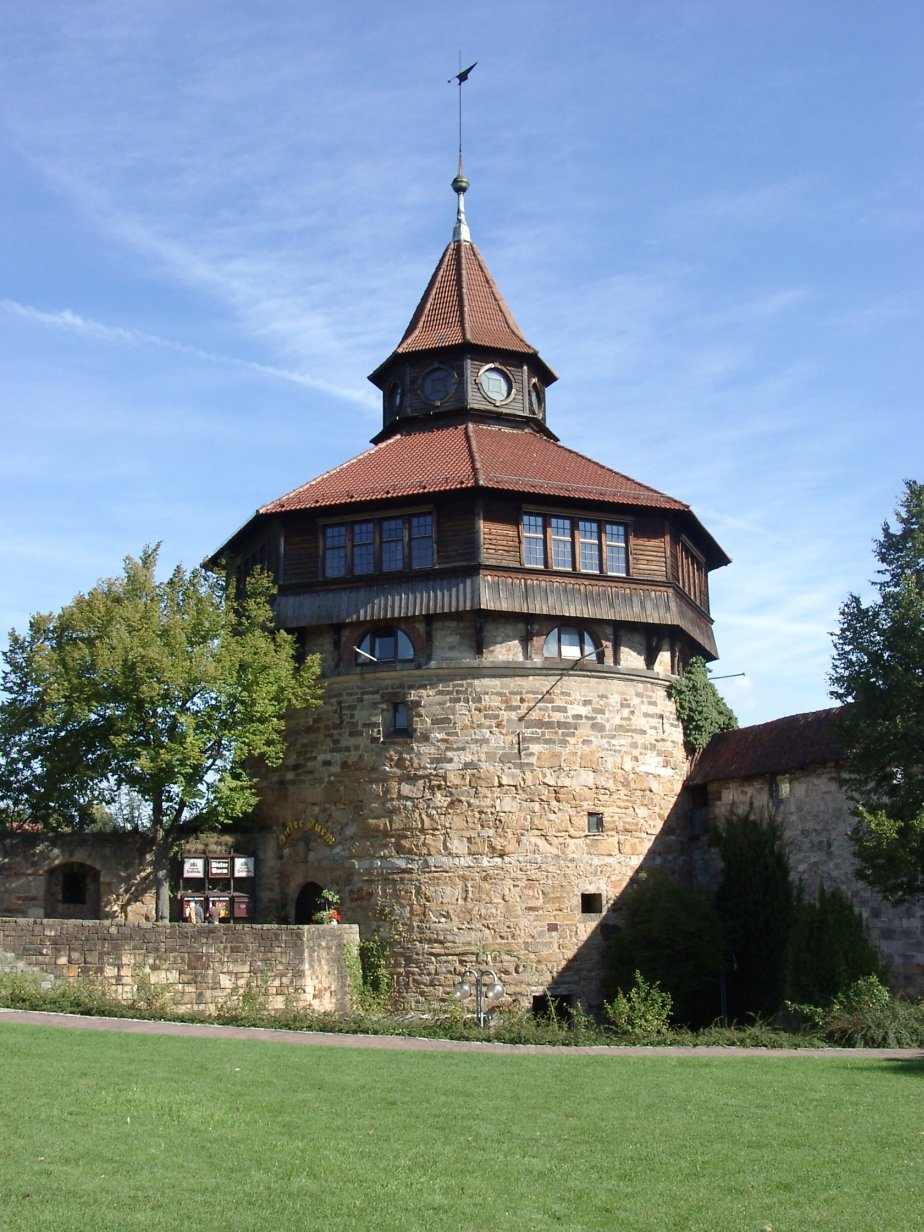
Dicker Turm

In den Jahren von 1519 bis 1531 wurden die Wehranlagen zum letzten Mal ausgebaut. Als sie nach kurzer Zeit veraltet waren, ließ man sie stehen, da sie dennoch einen gewissen Schutz vor Überfällen boten und ein Symbol für die Unabhängigkeit der Reichsstadt waren. Gegen Ende des 18. Jahrhunderts wurde die innere Stadtmauer abgetragen. Nach 1850 wurden auch bis auf wenige Reste die äußere Mauer und die Türme abgerissen.

### Esslinger Burg mit dem Dicken Turm
Der Dicke Turm der Esslinger Burg ist das Wahrzeichen der Stadt Esslingen. Er wurde 1527 als Teil der Stadtbefestigung erbaut. Der Turmhelm wurde 1887 aufgesetzt. 1976/77 wurden der Turm und die Außenanlagen renoviert. Bis 2011 war im Dicken Turm ein Restaurant untergebracht.

### Pliensaubrücke und Pliensauturm
Esslingen entwickelte sich dort, wo die Handelsstraße von Flandern nach Oberitalien mit einer Furt den Neckar querte. An Stelle der Furt wurde die Pliensaubrücke erbaut und mit drei Türmen in die Befestigung der Pliensauvorstadt einbezogen. Das Baujahr der Brücke ist nicht bekannt, wahrscheinlich wurde sie zwischen 1213 und 1259 gebaut. Sie gilt nach der Regensburger Steinernen Brücke als zweitälteste Steinbrücke nördlich der Alpen. Vom 16. bis 18. Jahrhundert wurde die Brücke mehrfach instand gesetzt.

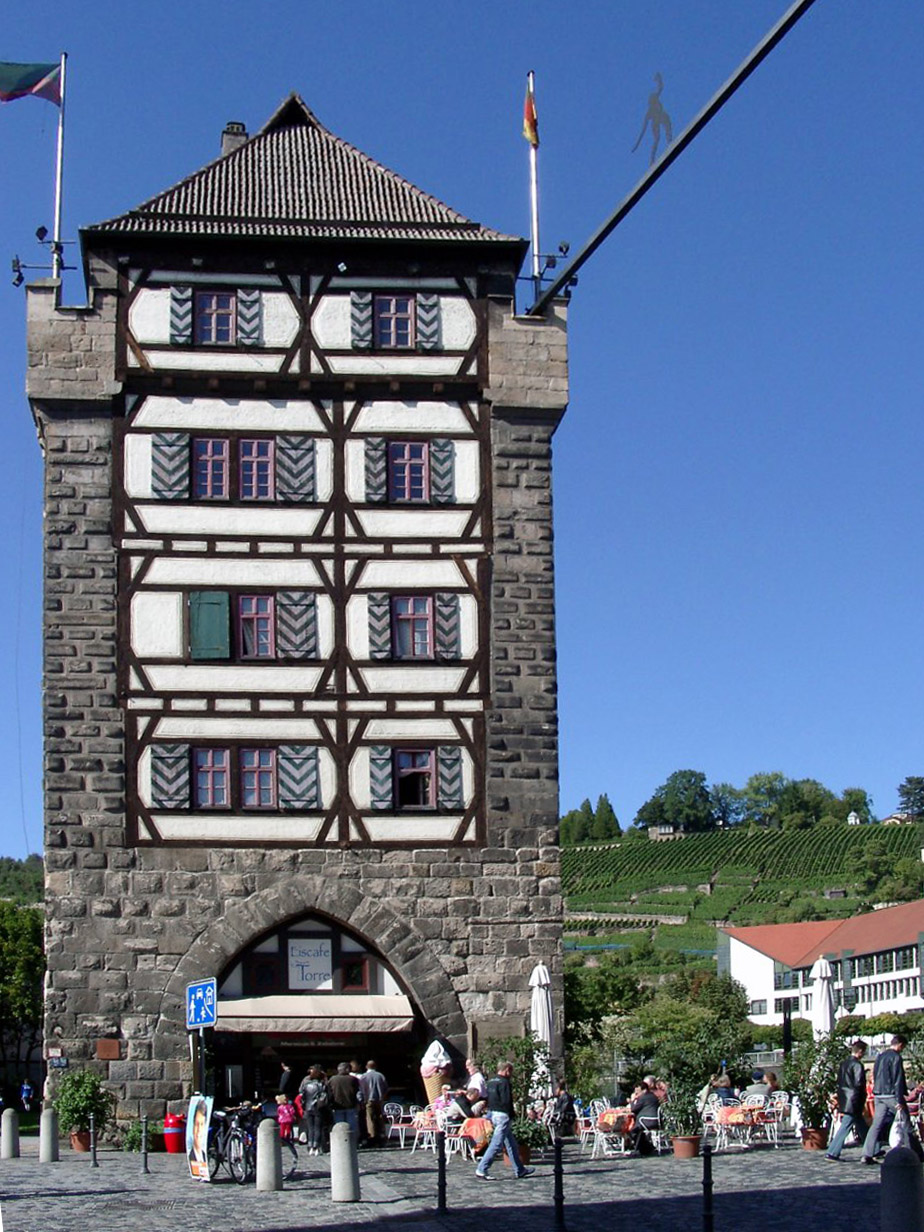
Schelztor

Der Mittlere Turm wurde 1819, der Äußere 1837 abgebrochen. 1838 wurde die Heiliggeistkapelle und 1844 auf der Stadtseite die Pliensaumühle abgebrochen. Der restaurierte Pliensauturm wurde bis in die 1980er Jahre als Wohnung benutzt. Heute hat der Esslinger Fanfarenzug Blau/Weiß seine Clubräume im ersten Stock.
Von der mittelalterlichen Pliensaubrücke sind nur fünf Bogen auf der südlichen Seite erhalten geblieben. Diese bilden nahezu Halbkreise mit 13,00 bis 10,50 Meter lichter Weite. Die Breite der Brücke beträgt etwa 7,70 Meter. Im Zuge der Neckarkanalisierung in den Jahren 1962 bis 1964 wurden die Brückenbögen beim Pliensauturm durch eine etwa 52 Meter weite Stahlkonstruktion ersetzt.

### Innere Brücke
Besser erhalten als die Pliensaubrücke ist die Innere (Pliensau-)Brücke, ebenfalls aus staufischer Zeit. Sie bildet die Verlängerung der Handelsstraße über die Nebenarme des Neckars innerhalb der ummauerten Stadt. Sie war schon im Mittelalter wie die Erfurter Krämerbrücke oder der Ponte Vecchio in Florenz mit Buden und Handwerkerhäusern bebaut. Die heutige Bebauung stammt im Wesentlichen aus dem 19. Jahrhundert und bietet vor allem von der tiefer liegenden Maille-Insel aus ein pittoreskes Bild.

### Schelztor
Das Schelztor markierte die nordwestliche Ecke der 1228 ummauerten Innenstadt. Der Turm wurde 1993 restauriert. Im Turm befindet sich heute ein italienisches Eiscafé.

### Wolfstor
Das Wolfstor wurde um 1220 gebaut und ist der älteste Turm von Esslingen. Durch den Torturm führte die Fernhandelsstraße von Speyer nach Ulm. Ein Löwenpaar an der Außenseite erinnert an die früheren Stadtherren der Stauferstadt. Der Name Wolfstor stammt vom Aussehen der verwitterten Stauferlöwen, die eher mit Wölfen Ähnlichkeit haben. Die Löwen und Fabeltiere sind aber auch zum Vertreiben böser Dämonen gedacht. Das Wolfstor enthält das Prinzip eines Schalenturms. Die Verteidigung fand von einer Wehrplatte aus statt.

## Brunnen
- Beutaubrunnen, am kleinen Markt
- Eichbrunnen, in der Küferstraße
- Gerechtigkeitsbrunnen, am Kernenweg
- Herrenbrunnen, in der Augustinerstraße
- Brunnen an der Katharinenstaffel
- Krautmarktbrunnen, am Hafenmarkt
- Löwenbrunnen, beim Münster St. Paul
- Marktbrunnen, auch Adler- oder Rathausbrunnen, am Alten Rathaus
- Ottilienbrunnen, am Ottilienplatz
- Paracelsusbrunnen, am Athleteneck
- Postmichelbrunnen, in der Fischbrunnenstraße

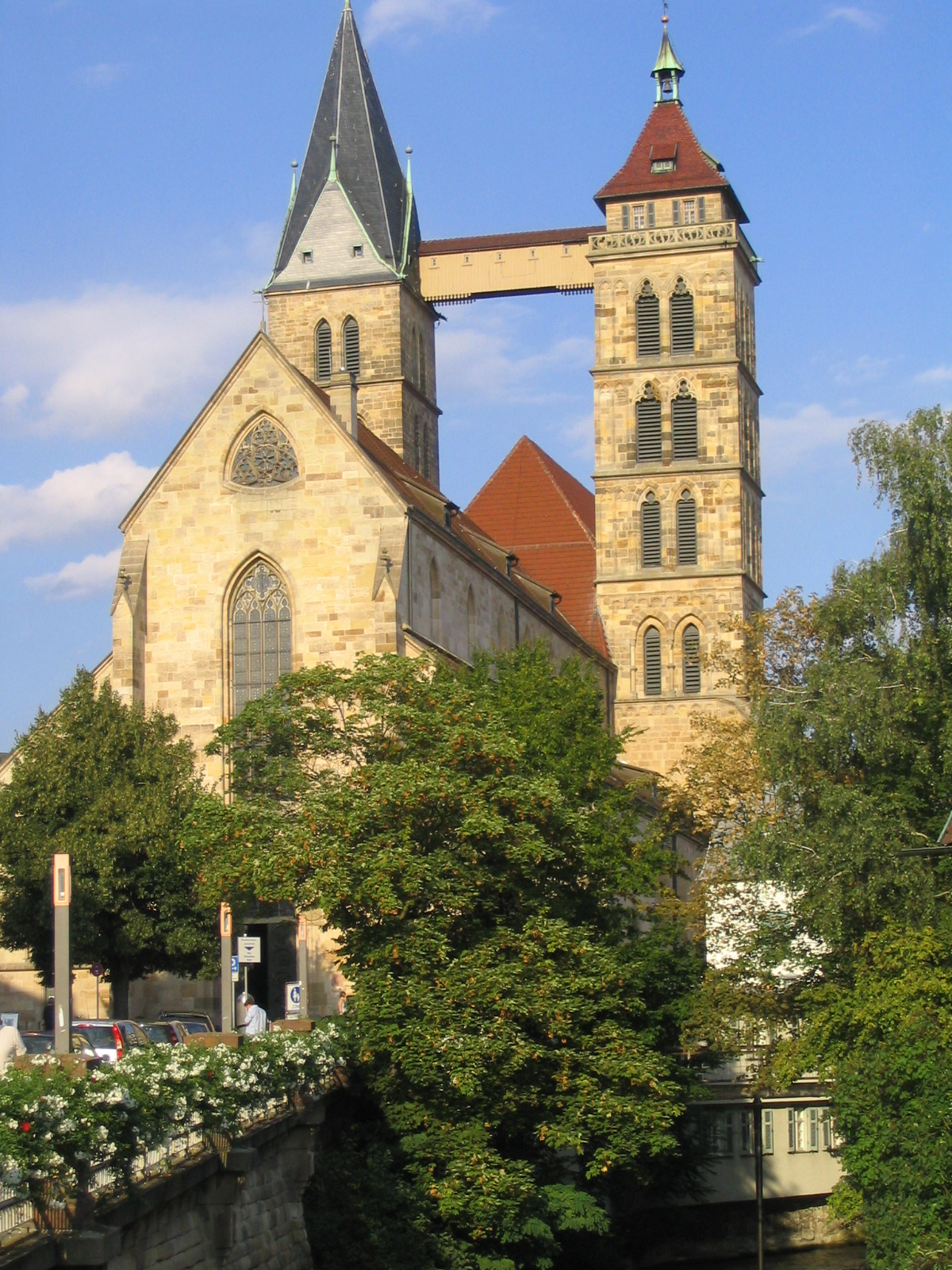
Stadtkirche St. Dionys

- Zwiebelbrunnen, am Heppächer

## Kirchen

### Stadtkirche St. Dionys
Vor dem Bau der Kirche St. Dionys, die mit der Reformation zur evangelischen Stadtkirche wurde, gab es im 8. Jahrhundert die einschiffige Vitalis-Kirche. Sie wurde bereits Mitte des 9. Jahrhunderts durch einen Neubau ersetzt. Die heutige Kirche wurde während des 13. und 14. Jahrhunderts im gotischen Stil erbaut und enthält etliche Besonderheiten und Sehenswürdigkeiten. Beispiele sind die ungewöhnliche Doppelturmanlage, die berühmten Chorfenster, der gotische Lettner und die Orgel mit dem einmaligen Fernwerk.
Im Untergeschoss der Kirche befindet sich das archäologische Museum. Dort werden die Funde der Ausgrabungen in den Jahren 1960 bis 1963 gezeigt. Nahm man bis zur 1200-Jahr-Feier der Stadt 1977 noch an, dass die Geschichte Esslingens um das Jahr 777 begann, förderten weitere Grabungen unter der Stadtkirche St. Dionys Überreste aus sakralen Gebäuden zutage, die noch ca. 100 Jahre zuvor entstanden sein müssen. Letzte Klarheit über die ältesten Siedlungsreste hoffen Archäologen noch unter dem Marktplatz seitlich der Stadtkirche finden zu können.

### Münster St. Paul

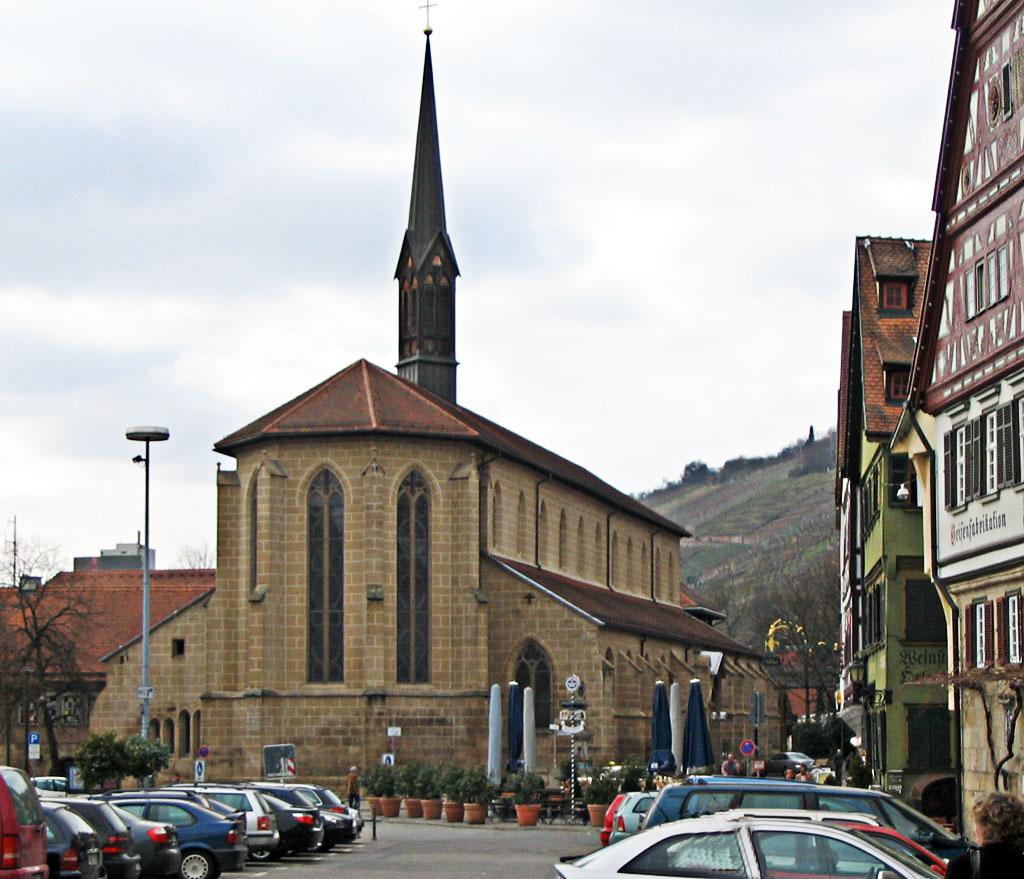
Münster St. Paul

Das Münster St. Paul war die Kirche des ehemaligen Dominikanerklosters. 1233 übernahmen die Mönche ein Grundstück innerhalb der Stadtmauern und werden wohl unmittelbar darauf mit dem Bau von Kloster und Kirche begonnen haben. Die Kirche wurde nach einheitlichem Plan in wenigen Jahren errichtet (lediglich die Gewölbe der sechs westlichen Joche wurden 1483–87 eingezogen). Am 29. April 1268 wurde der Hauptaltar durch Albertus Magnus geweiht, im Herbst zwei weitere Altäre, weshalb man von der Fertigstellung der Kirche in jenem Jahr ausgehen kann. Sie ist damit eine der frühesten gotischen Kirchen und die älteste erhaltene Bettelordenskirche auf deutschem Boden. Mit ihrem bis in den Chor ohne Unterbrechung durchlaufenden Gewölbe und den harmonischen Maßverhältnissen gilt sie als Hauptwerk der Frühgotik in Deutschland.
1531 flohen die Mönche aus der Stadt und die Kirche wurde profaniert und vernachlässigt. 1664 bis 1794 wurde darin evangelischer Gottesdienst gehalten. Danach diente sie als Militärmagazin, Kelter und Spritzenhaus. Von 1828 bis 1832 war sie Schauplatz des Schwäbischen Liederfestes. 1860 erwarb die wachsende katholische Gemeinde das Gotteshaus und renovierte es unter Hinzufügung neugotischer Elemente und Ausstattungsstücke (die 1961–67 wieder entfernt wurden). Die Glasfenster des Chorpolygons (sie sind jeweils einem Paulusbrief gewidmet) und das Fenster über der Orgelempore (Maria, Dominikus und Heilige des Dominikanerordens) wurden 1961 von Prof. Wilhelm Geyer geschaffen. In der Westmauer des südlichen Seitenschiffs ist ein Fenster den Opfern von Krieg und Gewalt gewidmet (Emil Kiess, 1995). Die Lanzettfenster am Taufort im Südlichen Seitenschiff schuf 2003 der Glaskünstler Johannes Schreiter. Links vor dem Chor wurde eine aus der Frauenkirche stammende spätgotische Madonna mit Kind aufgestellt, die ungefähr zwischen 1490 und 1500 in der Ulmer Werkstatt des Bildhauers Nikolaus Weckmann entstanden sein dürfte. Sie trägt eine Krone und steht auf einer Mondsichel. Den Altar und den Taufstein gestaltete Ulrich Rückriem.
Die Baulichkeiten des Klosters sind zu zwei Dritteln und z. T. stark verändert erhalten und beherbergen eine Grundschule und ein Magazin des Stadtarchivs.

### St. Georg

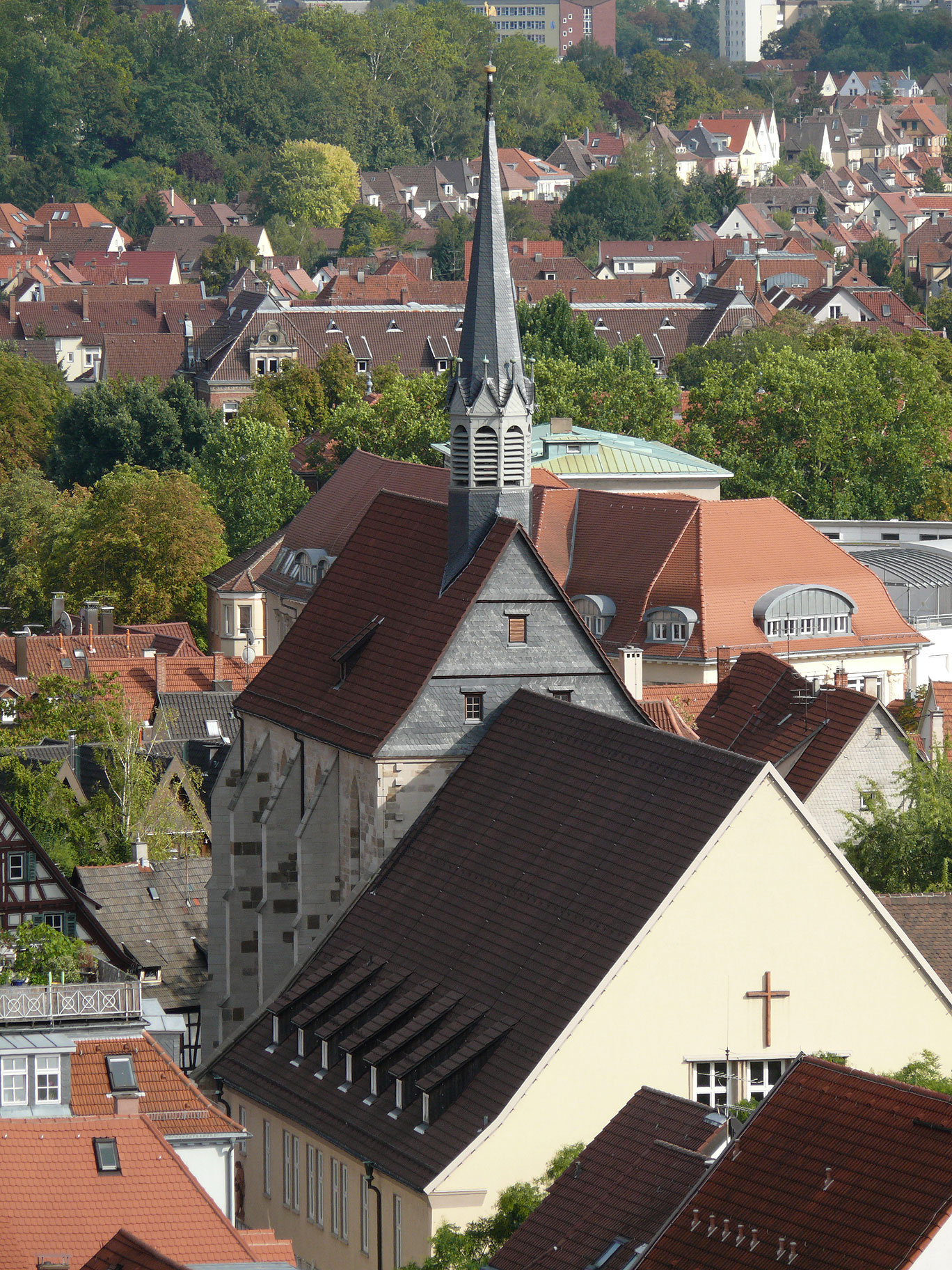
Die Franziskanerkirche, davor ein Teil des Blarerhauses, gesehen vom Südturm der Stadtkirche St. Dionys

Spätestens 1237 ließen sich die ersten Franziskaner in Esslingen nieder. Mit dem Bau der Franziskanerkirche (auch: Hintere Kirche) wurde um 1270 begonnen. Der steile Chor wurde um 1300 gebaut. Ursprünglich wurde die Kirche St. Mariae Krönung geweiht.
Die prächtigen bunten Glasmalereien des Chors entstanden in den Jahren um 1320. Sie zeigen einen typologischen Bibelzyklus und wurden wohl entgegen den damaligen Bauvorschriften der Franziskaner nur geduldet, weil hier häufig Generalkapitel stattfanden. Sie wurden unter anderem auch mit Silbergelb bemalt. Diese Farbe kam erst um 1300 in Paris auf und zeigt damit den Rang Esslingens als Kunstzentrum in Schwaben. Im 14. Jahrhundert bot das Kloster auch Quartier für den Kaiser und sein Gefolge.
1390 entstand an der Südwand das Gemälde Aufnahme Marias in den Himmel und den Chor der Seligen. Es zeigt zu Marias Füßen kniend einen greisen Franziskaner. Laut lateinischer Inschrift handelt es sich dabei um Hoesso von Lampertkein, einen franziskanischen Magister, der 1386 in Esslingen starb. Aus dem 15. Jahrhundert gibt es über der Sakramentsnische an der Nordwand eine Darstellung des Schmerzensmannes mit Engeln.
Nach der Reformation fielen die Klostergebäude an die Stadt. Diese ließ 1668 einen Teil abreißen. 1840 wurde das Langhaus der dreischiffigen Basilika abgerissen. Davon übrig blieben nur alte Gemälde. Heute steht nur noch der Chor und der im 19. Jahrhundert stark veränderte Westflügel der einst imposanten Klosteranlage.
Bei einer Renovierung um 1908 bis 1912 verwendete man Beton, was in den späteren Jahren zu starken Schäden durch Verwitterung an den Natursteinen geführt hat. Die Renovierung fand unter der Leitung von Albert Benz statt. Dabei wurde eine Orgelempore eingebaut und die Sakristei errichtet. In der Westfassade setzte man ein Rundfenster von Aloys Staudinger mit der Darstellung von Sankt Georg ein. Bei dieser Renovierung wurden mehrere qualitativ hochwertige Wandgemälde gefunden.
Die Franziskanerkirche wurde von 1999 bis Anfang 2004 renoviert. Die Gesamtkosten dafür betrugen etwa 1,8 Millionen Euro, an denen sich die Kirche, das Landesdenkmalamt und die Stadt beteiligten. Ein Förderverein brachte 100.000 Euro zusammen. Das Dach und der Turm wurden erneuert, der Boden geschliffen und neue Fenster eingesetzt. In der Sakristei wurden Boden, Wände und Elektrik saniert. Bei der Renovierung fanden sich auch acht unterschiedlich gestaltete Wasserspeier aus dem 14. Jahrhundert.

### Frauenkirche

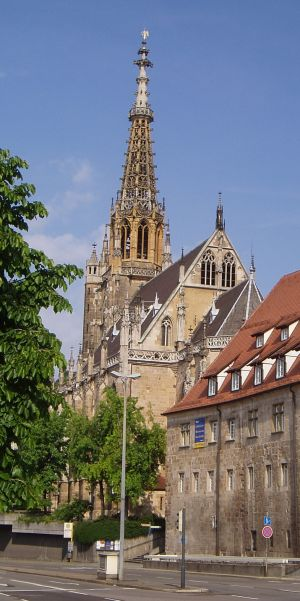
Frauenkirche (Südost-Ansicht)

Der Rat der Bürgerschaft forderte am 26. Mai und am 1. Juni 1321 die Bürger zum Bau einer Kirche zu unserer lieben Frau auf. Das dreischiffige Bauwerk gilt als die Bürgerkirche der Stadt. Der eigentliche Grund für den Bau der Kirche war allerdings, dass die älteste Kirche von Esslingen, die Stadtkirche, dem Domkapitel zu Speyer gehörte.
Die Frauenkirche soll die erste gotische Hallenkirche im Südwesten von Deutschland sein. Beinahe 200 Jahre wurde an ihr gebaut. Unter Mitwirkung der bekannten Baumeisterfamilien Ensinger und Böblinger war sie bis zum Jahre 1516 vollendet und besitzt einen 72 m hohen Turm. Bemerkenswert sind außen die plastischen Darstellungen von Weltgericht und Marienleben in den Tympana auf der Südseite.
Im Inneren befinden sich mittelalterliche Glasfenster im Chor (entstanden um 1330). Im Kirchenschiff wurden im 20. Jahrhundert Fenster von Hans Gottfried von Stockhausen eingebaut: südöstlich das Passionsfenster und nordöstlich das Frauenfenster.

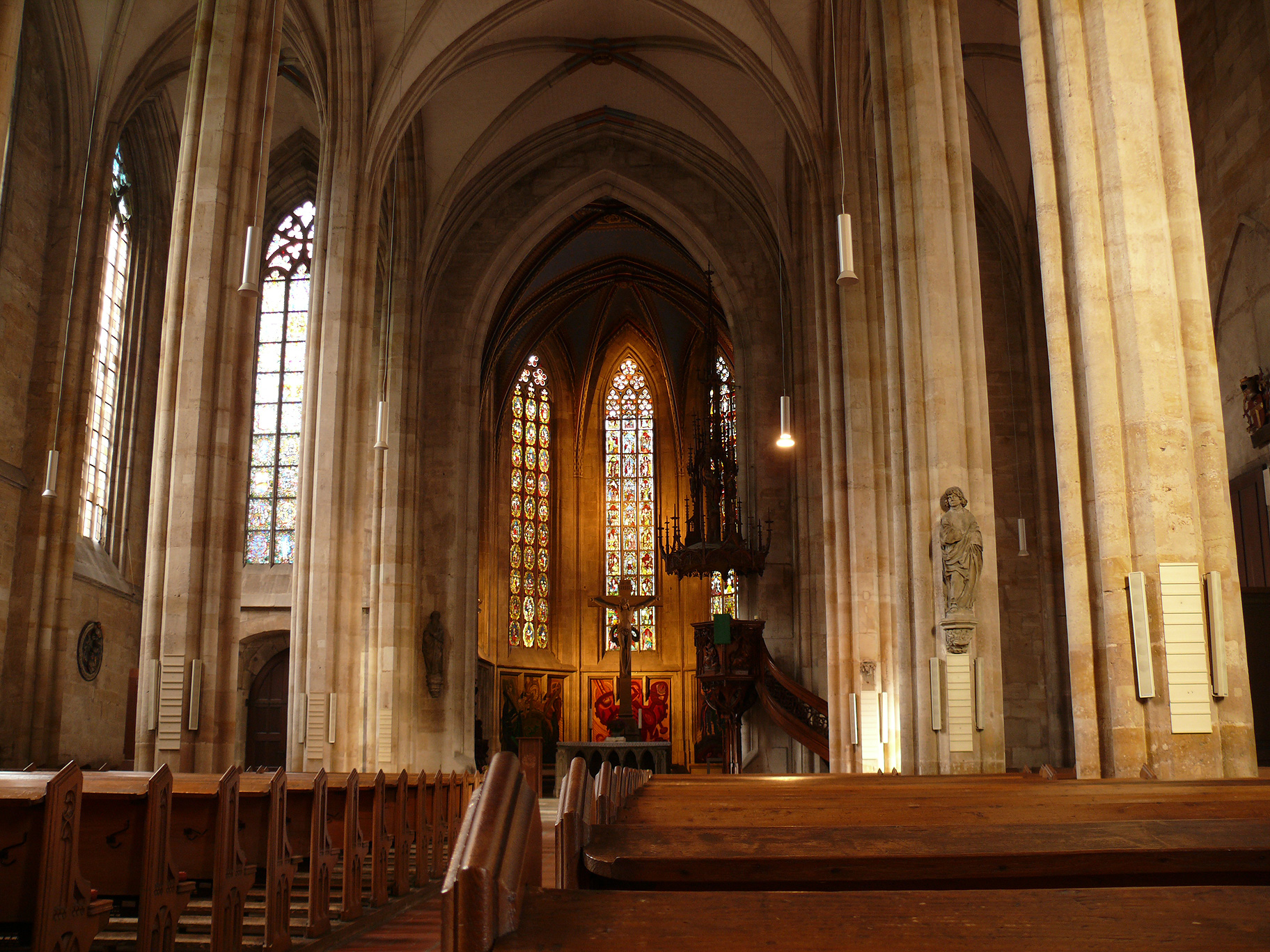
Blick zum Chor der Frauenkirche
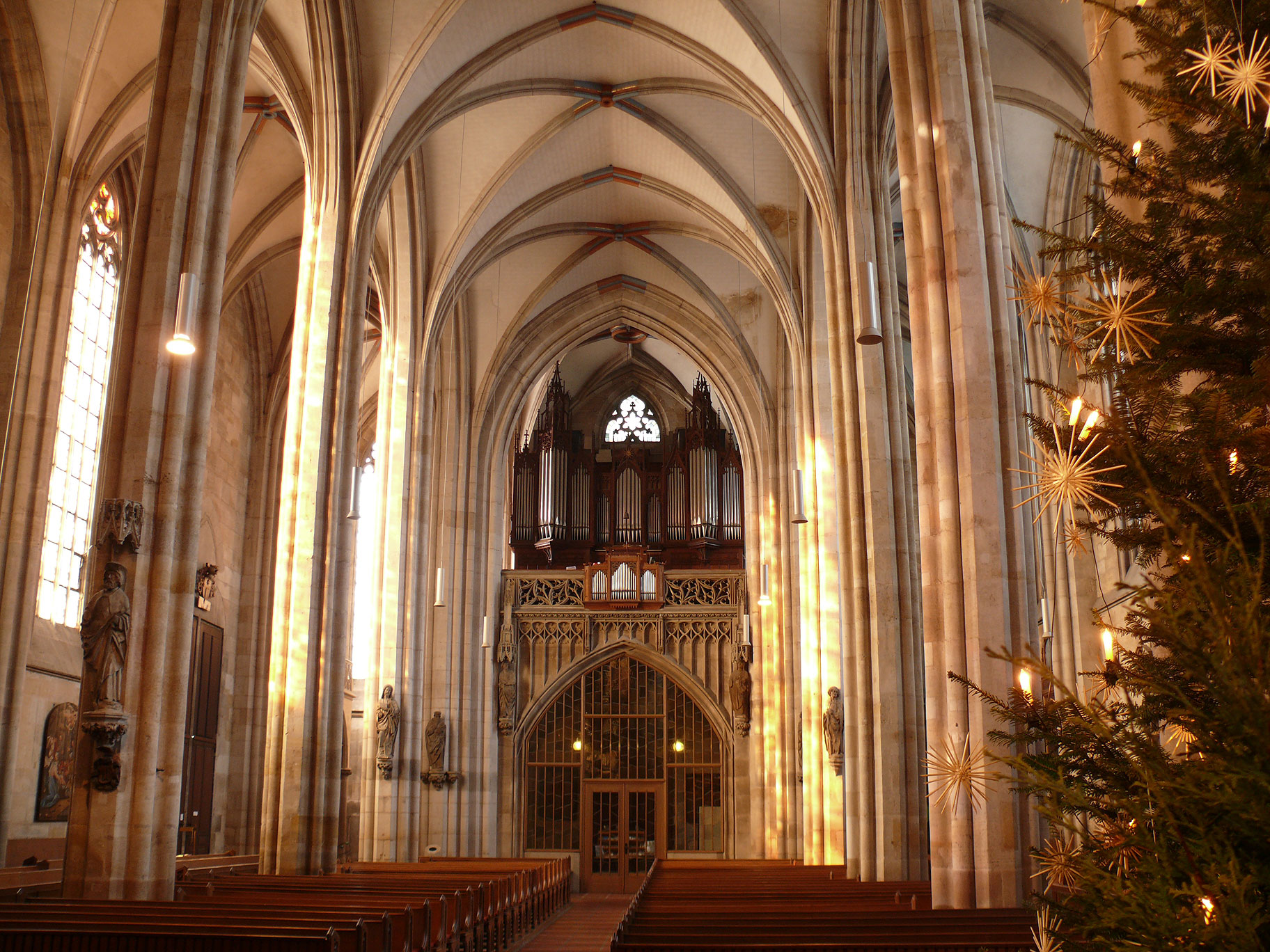
Blick zur Orgel
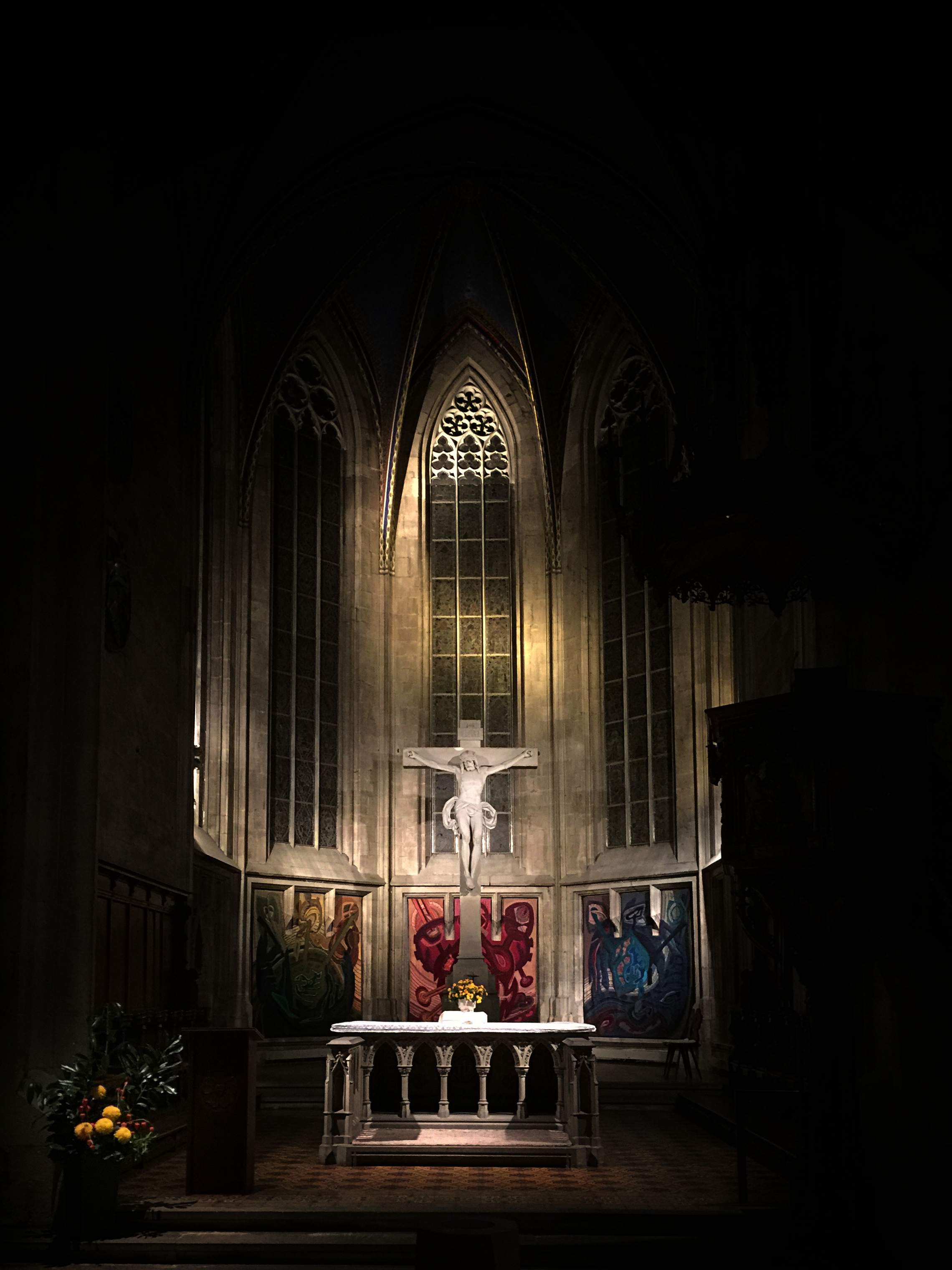
Chor der Frauenkirche
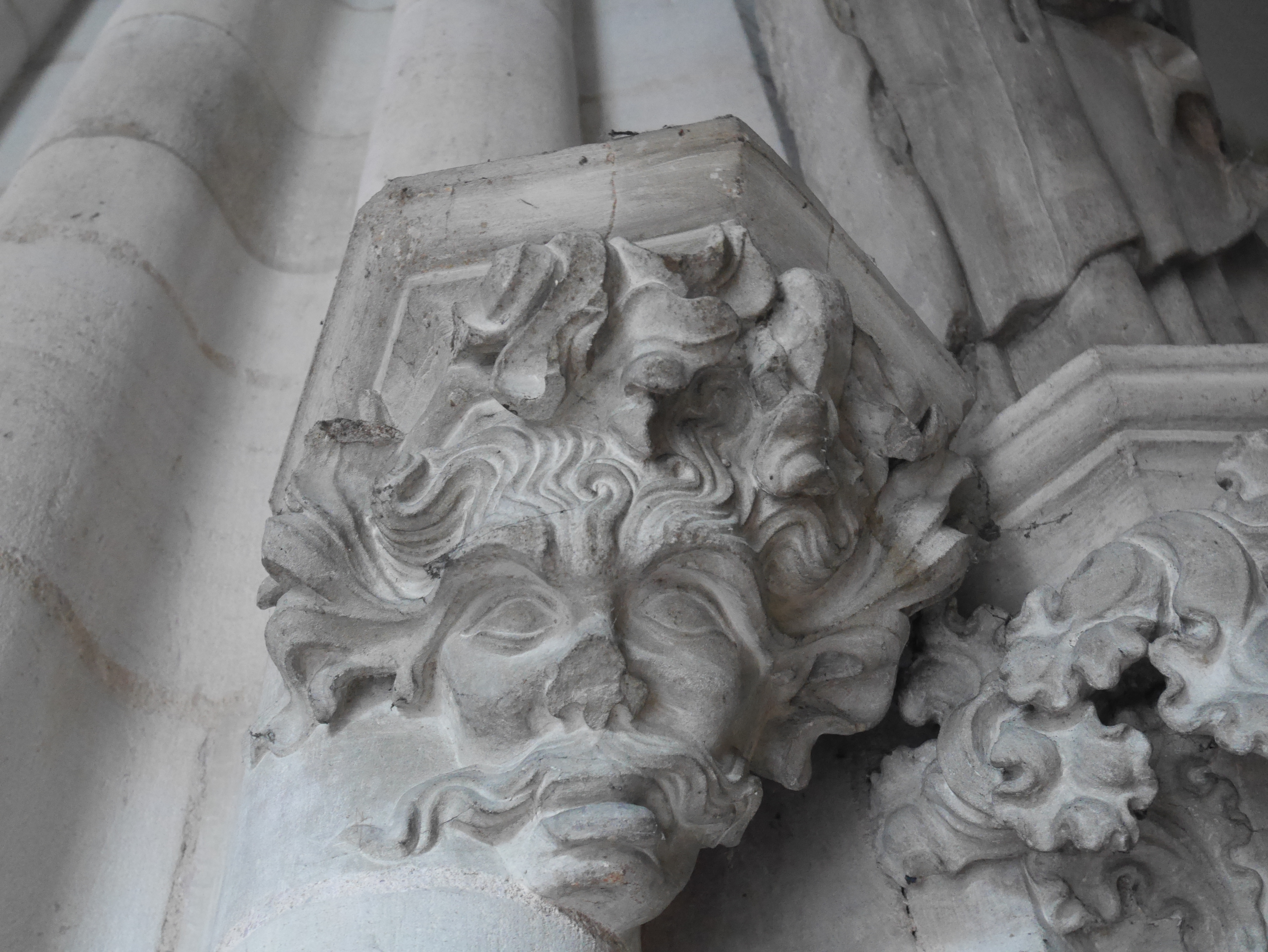
Blattmaske als Konsolstein
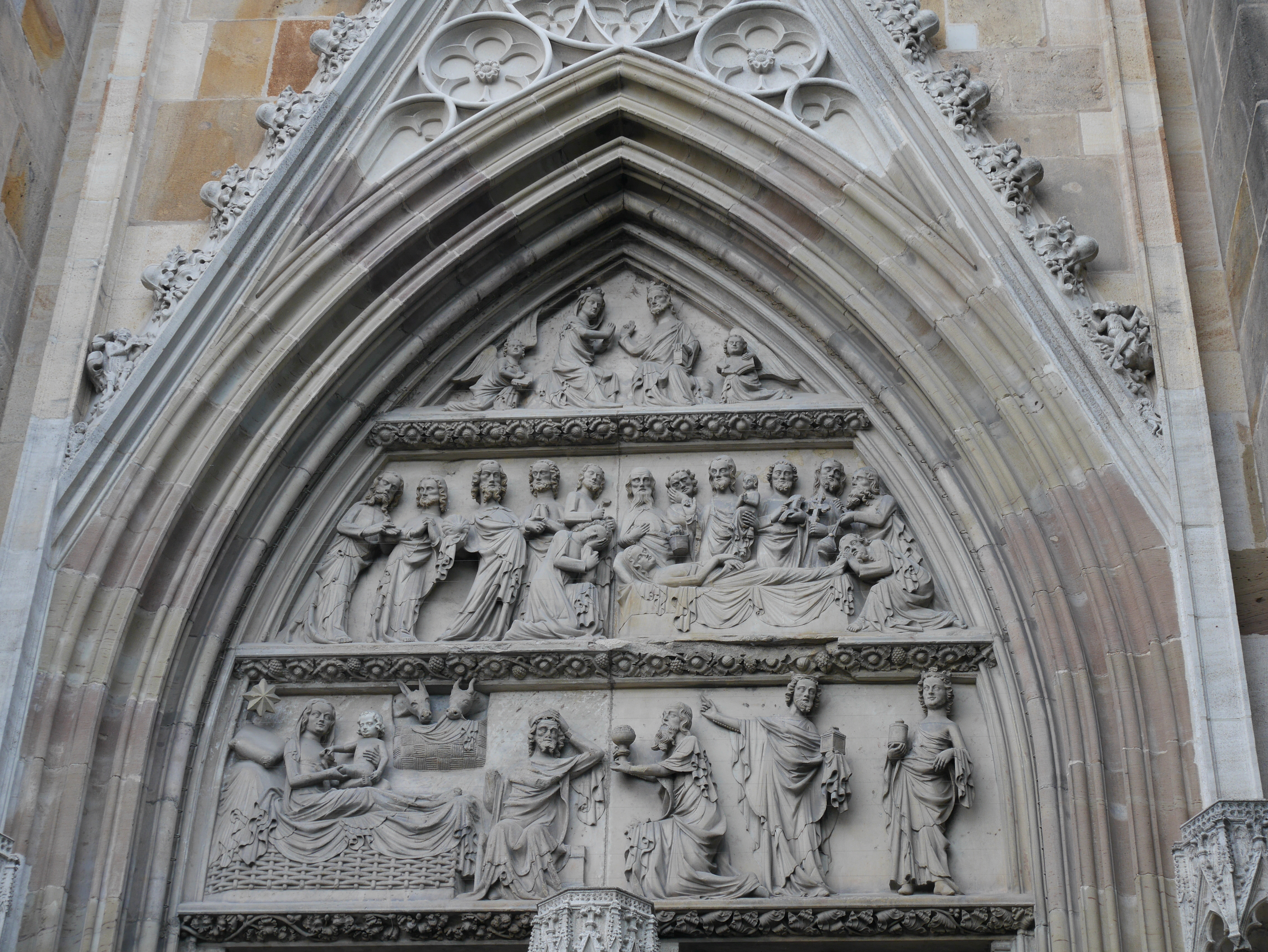
Marientympanon
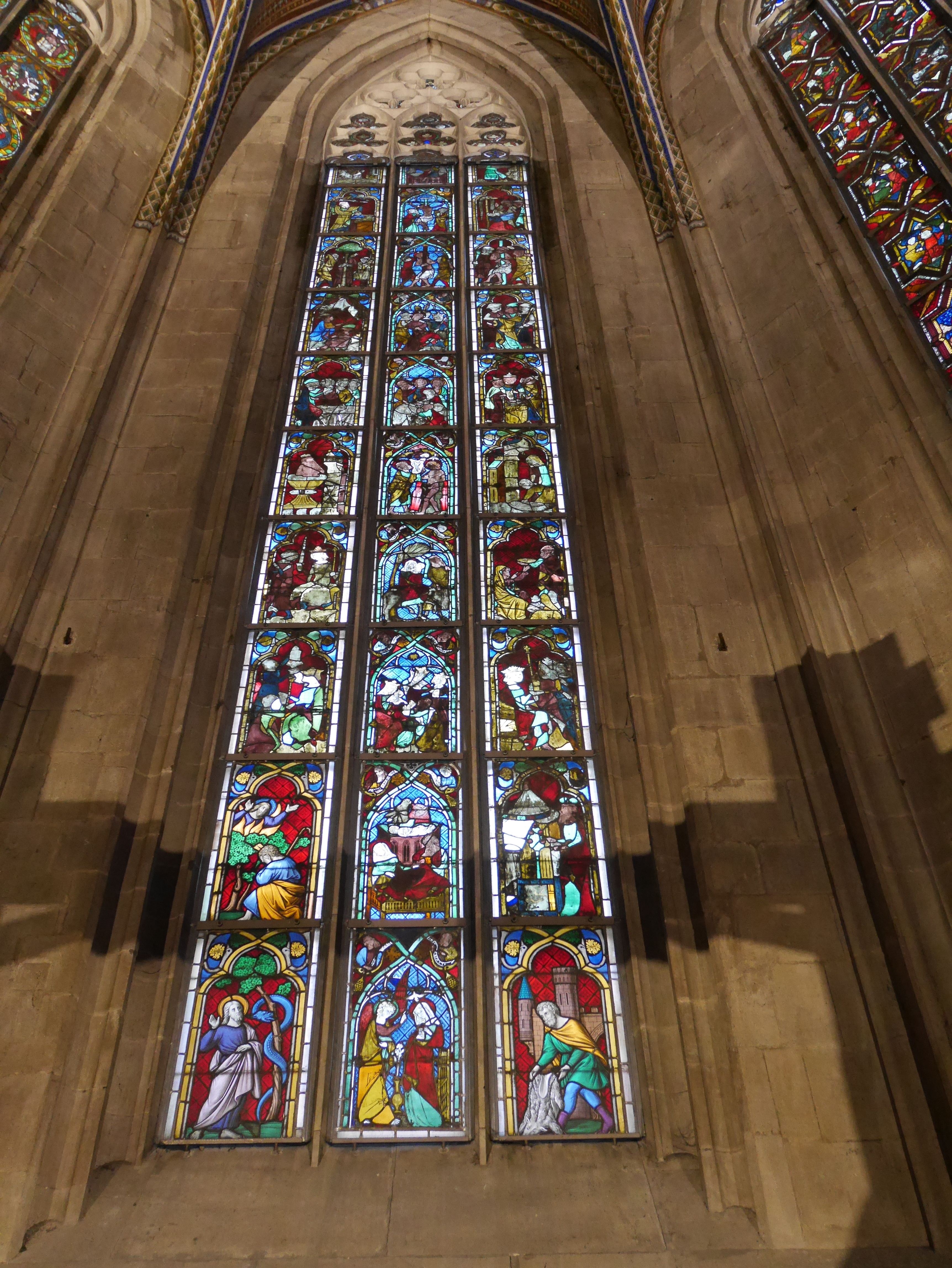
Glasmalerei um 1330
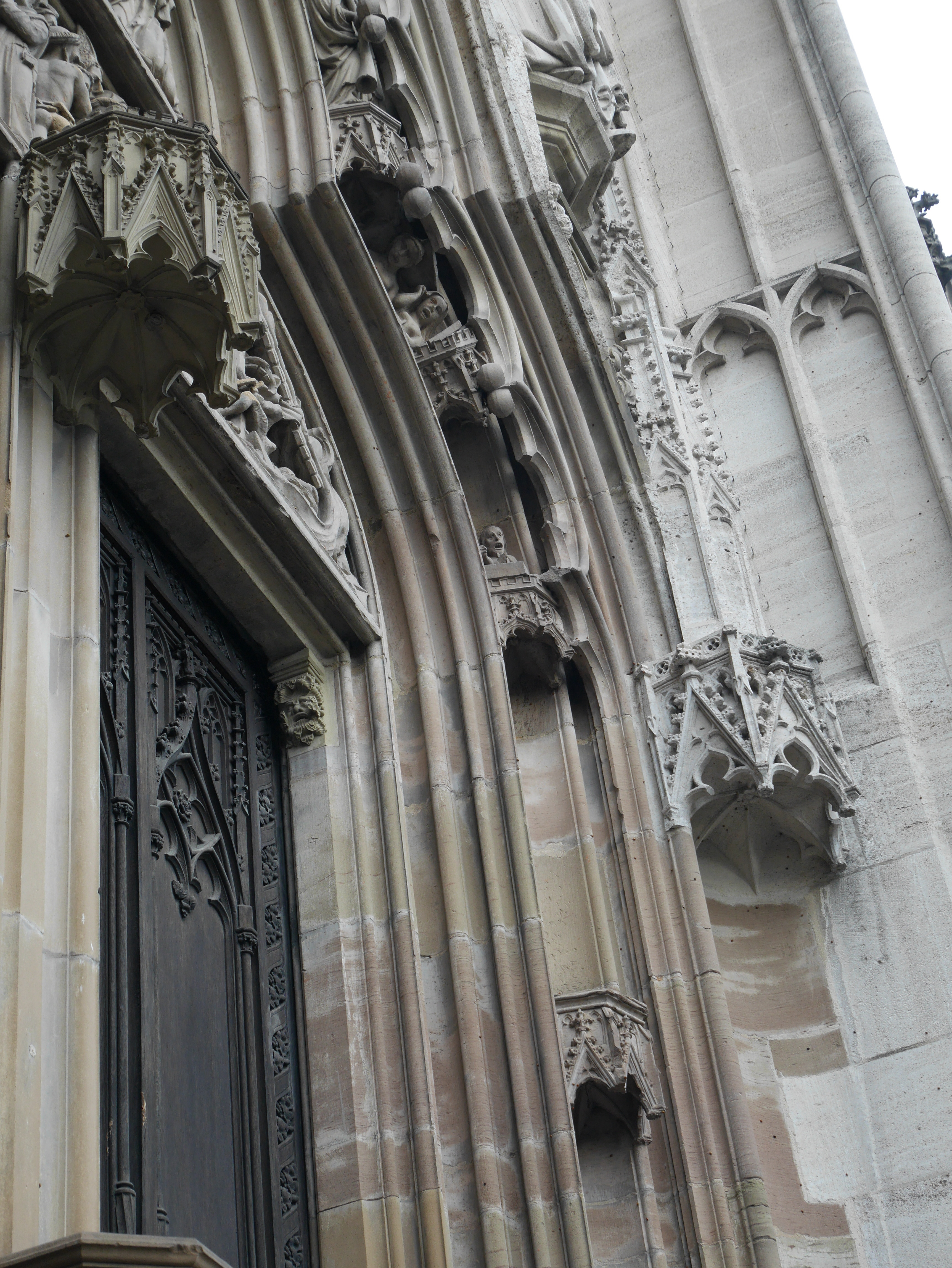
Portalfiguren mit Blattmaske
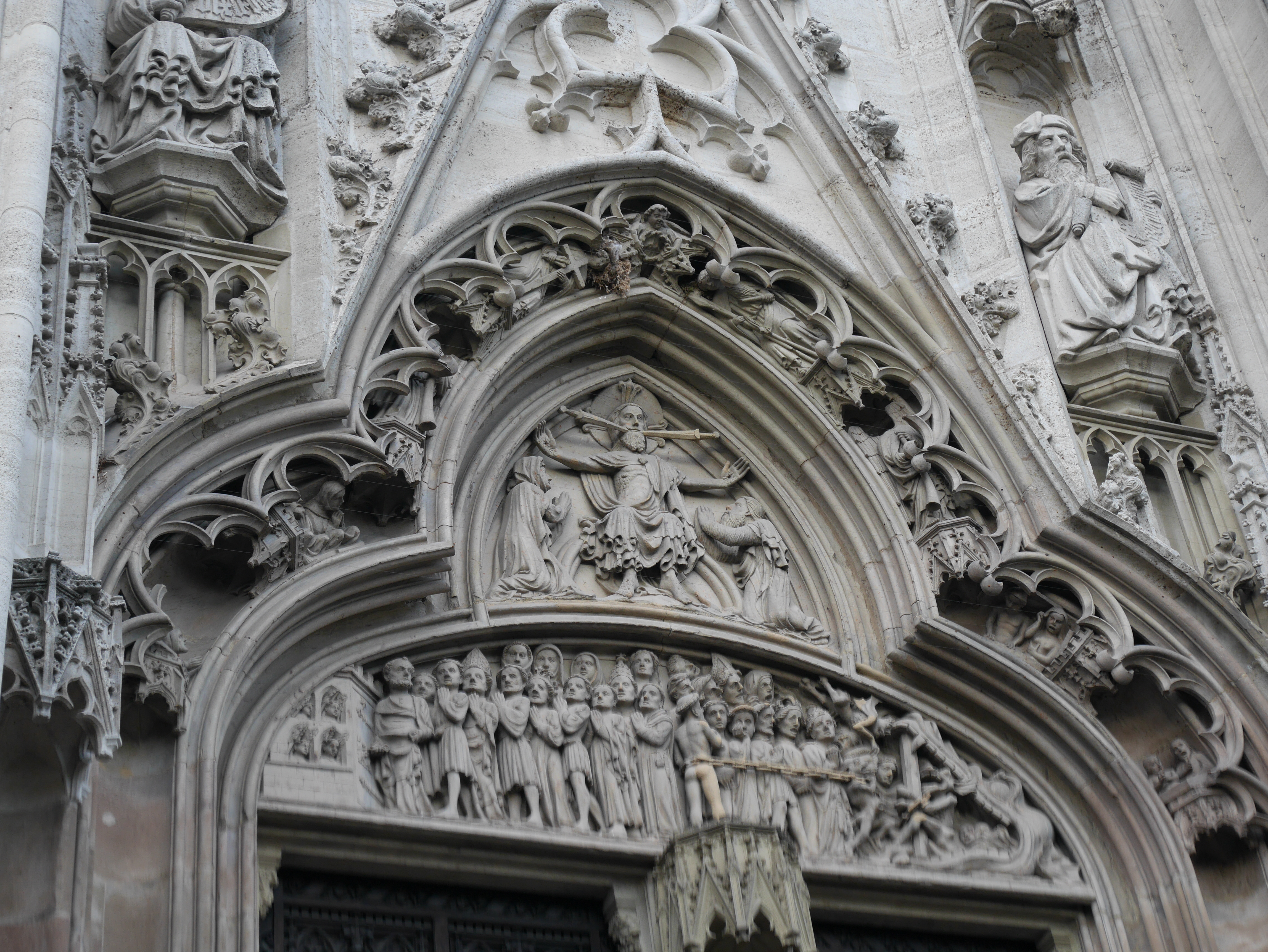
Bogenfeld Weltgericht

Die künstlerischen Merkmale der Bildhauerfamilie der Parler wie faltenreiche Gewänder, hagere Gesichtszüge mit scharfkantigen Backenknochen und mandelförmig geschlitzten Augen finden sich in den Figuren der Esslinger Liebfrauenkirche.
Im Zuge des Ringstraßenbaus in den 1960er Jahren und den damit verbundenen Abriss von Häuserzeilen wurde die Frauenkirche baulich von der übrigen Innenstadt isoliert.
Die Frauenkirche wurde von 1994 bis 2016 einer umfangreichen Außensanierung unterzogen. Dabei wurden auch die drei ursprünglichen Glocken aus den Jahren 1350, 1496 und 1587 wieder eingesetzt und durch drei weitere aus dem 20. Jahrhundert ergänzt.

### Nikolauskapelle
Die Nikolauskapelle wurde 1350 zum ersten Mal urkundlich erwähnt. Sie ist St. Nikolaus, dem Schutzpatron der Schiffer und Flößer, gewidmet. Im 16. Jahrhundert wurde daraus ein Verkaufsstand. Von 1822 bis 1848 beherbergte sie eine Werkstatt der Feilenfabrik Friedrich Dick. Ab 1880 wurden Altertümer des Verschönerungsvereins darin aufbewahrt. 1956 wurde sie Gedenkstätte für die Opfer des Nationalsozialismus.

### Südkirche
Die protestantische Südkirche in der Pliensauvorstadt ist ein Zeugnis des expressionistischen Bauens nach dem Ersten Weltkrieg. Die ersten Planungen stammen aus dem Jahr 1919, errichtet wurde sie 1925/26 von Martin Elsaesser unter maßgeblicher Beteiligung von Pfarrer Otto Riethmüller. Der Kirchenraum ist zweigeteilt: Hinter dem Altar befindet sich die tiefer gelegene runde Feierkirche.

## Ehemalige Pfleghöfe

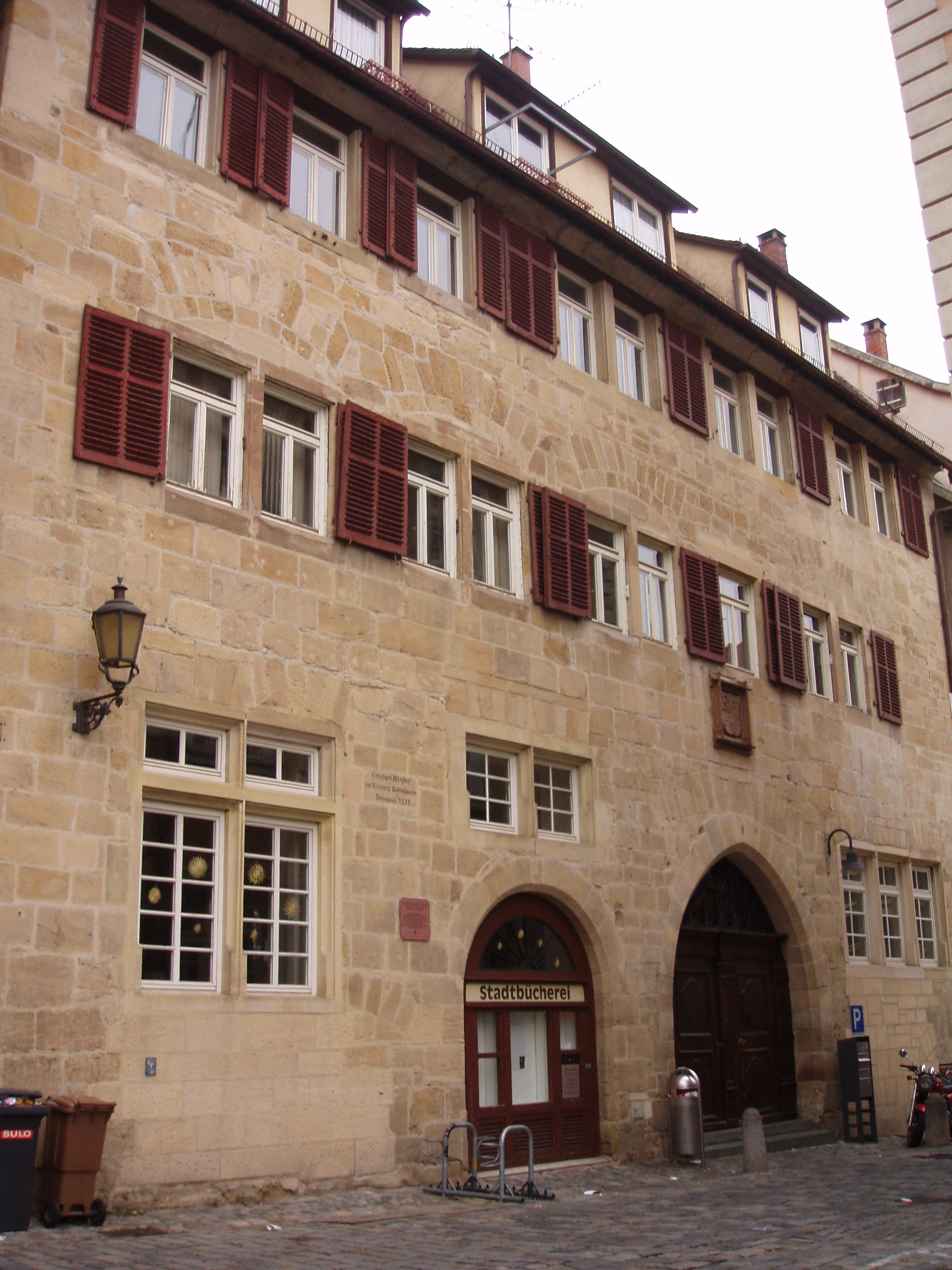
Bebenhäuser Pfleghof

Pfleghöfe waren Filialen von auswärtigen Klöstern, die Besitz in Esslingen hatten. Der wichtigste Besitz der Klöster in Esslingen waren die Weinberge. Deshalb hatten die meisten der Pfleghöfe eigene Keltern.

### Bebenhäuser Pfleghof
Der Bebenhäuser Pfleghof steht in der Heugasse 9 und wurde 1257 erstmals urkundlich erwähnt. Er gehörte zum Zisterzienserkloster Bebenhausen. Heute ist in dem Gebäude die Stadtbücherei untergebracht.

### Blaubeurer Pfleghof
Der Blaubeurer Pfleghof steht in der Mittlere Beutau 11 und wurde 1238 erstmals erwähnt. Er gehörte zum Benediktinerkloster Blaubeuren. Als die Ringstraße gebaut wurde, hat man das Gebäude teilweise abgebrochen.

### Denkendorfer Pfleghof
Der Denkendorfer Pfleghof steht in der Franziskanergasse 3. Er gehörte zum Chorherrenstift Denkendorf, von dem es vor 1414 gekauft wurde. Im 19. Jahrhundert beherbergte das Gebäude das Gasthaus Zum Schwanen.

### Ehemaliger Pfleghof der Klöster Ursberg und Roggenburg
Der Ehemalige Pfleghof steht in der Webergasse 20. Er gehörte zu den reichsunmittelbaren Klöstern Ursberg im Landkreis Günzburg und Roggenburg im Landkreis Neu-Ulm, von denen es 1589 erworben und 1650 wieder verkauft wurde.

### Fürstenfelder Hof

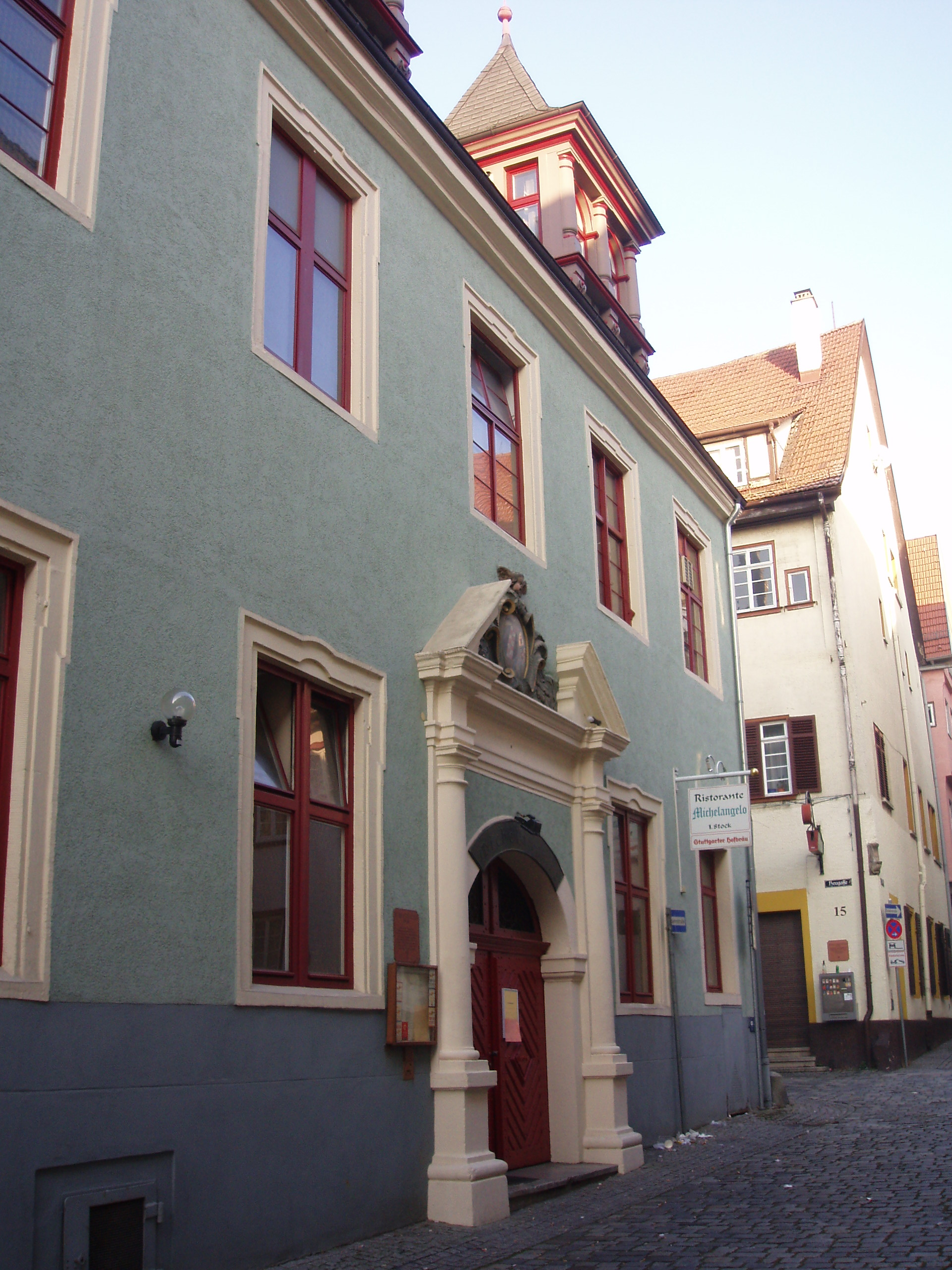
Fürstenfelder Hof

Der Fürstenfelder Hof steht in der Strohstraße 13.
Er gehörte ab 1320 zum Zisterzienserkloster
Fürstenfeld und wurde, nachdem er beim Stadtbrand 1701 zerstört worden war, in den Jahren 1702/03 wieder aufgebaut. Um 1880 wurde das Gebäude als Gasthof umgebaut.

### Kaisheimer Pfleghof
Der Kaisheimer Pfleghof steht in der Burgsteige 1. Er gehörte zum Zisterzienserkloster Kaisheim bei Donauwörth, dem der Arzt Trutwin (13./14. Jahrhundert) diesen als Kapelle mit Messstiftung mit dazugehörigem Anwesen zukommen ließ. In der ehemaligen Kelter des Pfleghofes wurde 1826 die Sektkellerei G. C. Kessler & Compagnie gegründet.

### Konstanzer Pfleghof
Der Konstanzer Pfleghof steht in der Webergasse 3 und wurde 1327 zum ersten Mal urkundlich erwähnt. Er gehörte zum Domkapitel Konstanz und wurde 1770 neu aufgebaut. Von 1807 bis 1894 beherbergte das Gebäude das Kameralamt Eßlingen.

### Salemer Pfleghof
Der Salemer Pfleghof steht in der Untere Beutau 8-10 und wurde 1229 zum ersten Mal urkundlich erwähnt. Er gehörte zum südbadischen Kloster Salem. Von 1548 bis 1552 war es die Unterkunft von Kaiser Karl V. In den Jahren 1977 bis 1982 wurde es von der Münstergemeinde St. Paul, die von Land und Stadt Zuschüsse bekam, renoviert. Seit 1999 beherbergt das Gebäude unter dem Dach das J. F. Schreiber-Museum als Teil der Städtischen Museen Esslingen.

### Speyrer Pfleghof
Der Speyrer Pfleghof, auch Speyrer Zehnthof oder Kessler-Haus genannt, steht am Georg-Christian-von-Kessler-Platz (früher Marktplatz 21–23). Er war Teil der Stiftung des Kaisers Friedrich II., der am 30. Dezember 1213 anlässlich der Bestattung seines Onkels Philipp von Schwaben die Kirche St. Dionyus mit allen zugehörigen Rechten dem Speyrer Domkapitel übertrug. Der Pfleghof gehörte dem Domkapitel bis 1547. Seit 1832/33 beherbergt das Gebäude mit der Kessler Sekt GmbH & Co. KG die älteste Sektkellerei Deutschlands. Am 30. April 1829 wurde hier der Forschungsreisende Ferdinand von Hochstetter geboren (Gedenktafel).

## Sonstige Sehenswürdigkeiten

### Tierpark Nymphaea
Der Tierpark Nymphaea liegt auf der Esslinger Neckarinsel und wurde nach einer Seerosenart benannt. Der Park ist von Seen geprägt, um die Enten, Esel, Ponys, Rehe, Vögel und Ziegen von den Mitgliedern des Aquarien- und Terrarienvereins gepflegt werden. Seit neuestem gibt es auch Aquarien mit Fischen, Seeigeln und Seesternen.

### Katharinenlindenturm

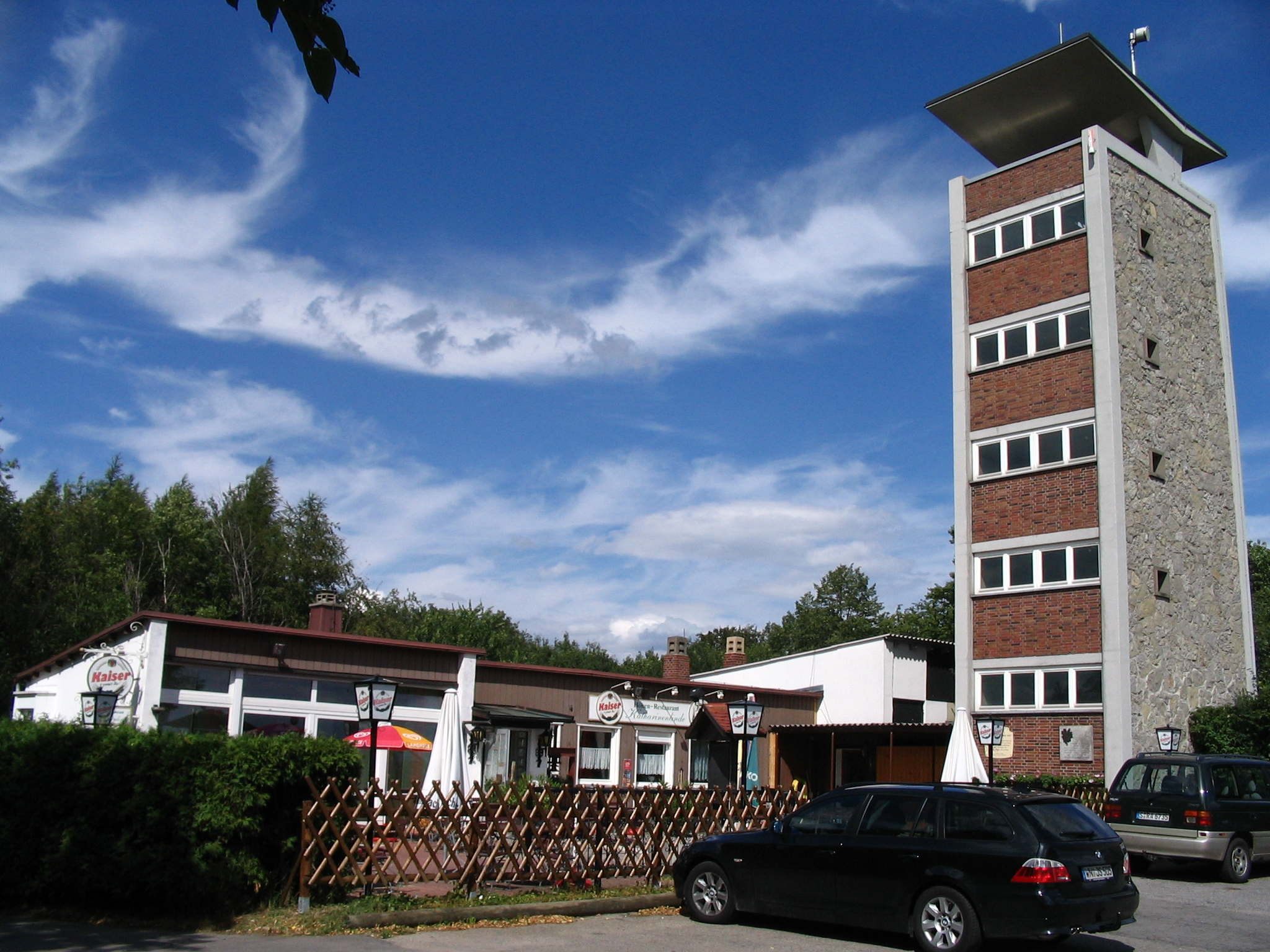
Katharinenlindenturm

Auf den nördlich gelegenen Höhen der Lindhalde (471,8 m ü. NHN) wurde im Jahr 1957 der Aussichtsturm Katharinenlinde nach einem Entwurf des Architekten W. Kallhardt im Auftrag der Stadt Esslingen, des Schwäbischen Albvereins und einer Brauerei in Stahlbeton-Bauweise errichtet. Sein Name stammt von einer Katharinenlinde an diesem Ort, die wiederum an eine Feldkapelle erinnert, die der Heiligen Katharina geweiht war. Die Kapelle wurde aber schon im späten 16. Jahrhundert zerstört. Der Turm und ein angrenzendes Lokal sind beliebte Ausflugsziele.

### Feuerwache

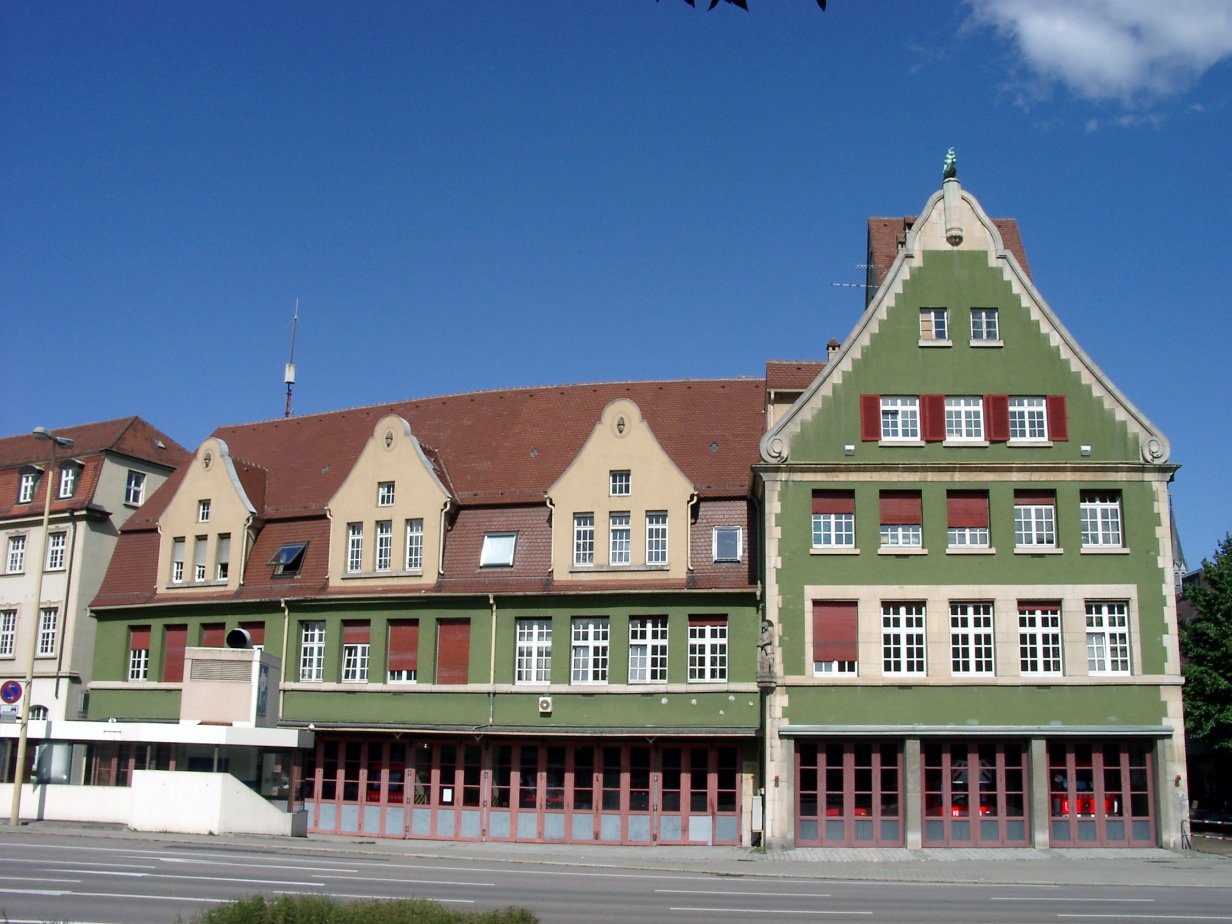
Feuerwache

Das noch bis Ende 2007/Anfang 2008 als Feuerwache genutzte Gebäude wurde 1913 von Stadtbaumeister Gustav Blümer als Kombination von Feuerwache und Handelsschule erbaut und ist geprägt von Stilelementen des Jugendstils sowie der Neuen Sachlichkeit. Den Giebel ziert ein metallenes Schiff, das an die Zeit erinnert, als in dem Gebäude auch noch die Handelsschule untergebracht war. Auf der Höhe des ersten Stocks befindet sich eine Figur des heiligen Florian. Die geschwungenen Giebel, der Schlauchturm und die Kunststeinumrahmungen der Fenster sind unverändert erhalten geblieben; die Einfahrten für die Einsatzfahrzeuge der Feuerwehr waren ursprünglich rundbogig, mussten aber moderneren Erfordernissen angepasst werden. In welcher Farbe das Gebäude einst gestrichen war, wird derzeit (Stand: Dezember 2007) untersucht.

### Vereinshaus der altpietistischen Gemeinde
Zwischen der Feuerwache und der als Fußgängerzone gestalteten Küferstraße befindet sich das Vereinshaus der altpietistischen Gemeinde, das gemeinsam mit der Feuerwache saniert und einer neuen Nutzung zugeführt werden soll. Das Bauwerk wurde zwischen 1863 und 1871 zum Gemeindezentrum umgestaltet und besitzt einen Saal, dessen Decke von gusseisernen Säulen getragen wird. Es ist dem schwäbischen Klassizismus zuzurechnen.

### Merkel’sches Schwimmbad

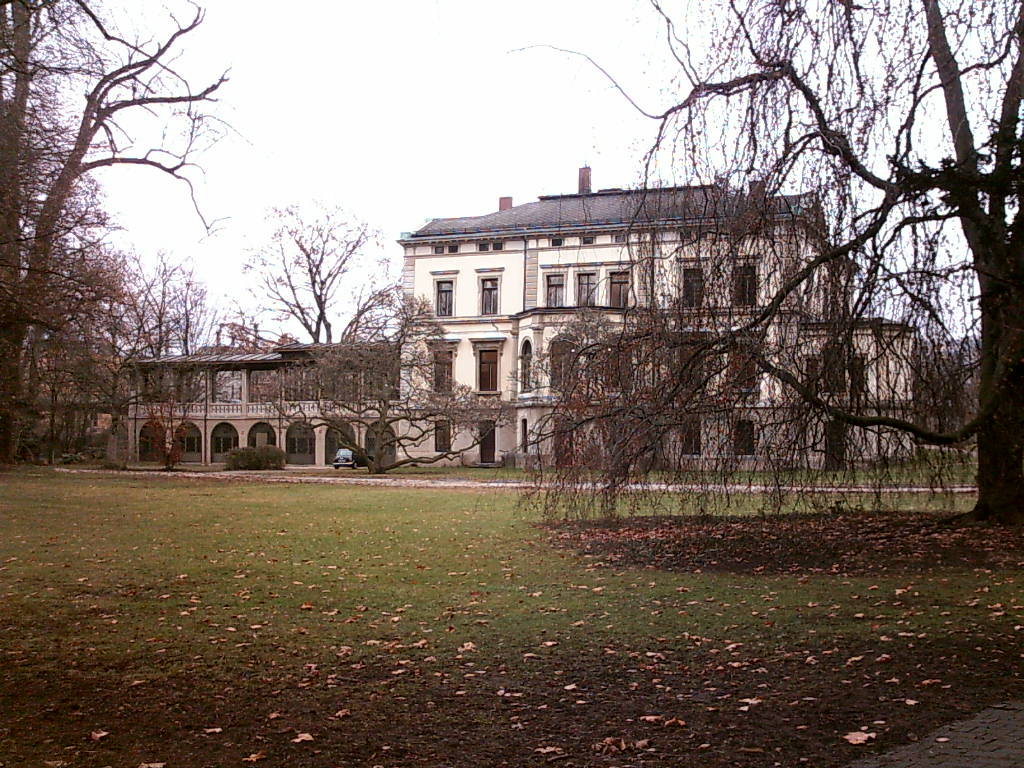
Villa Merkel von der Neckarseite

Das Merkel’sche Schwimmbad ist eines der letzten erhaltenen Jugendstil-Schwimmbäder Deutschlands. Im Zuge der Renovierungsarbeiten, die 2006 weitgehend abgeschlossen wurden, versetzte man die Jugendstilelemente – soweit möglich – in ihren Originalzustand zurück (ähnlich wie im Jugendstilbad Darmstadt) und passte die Bade- und Wellnessangebote den aktuellen Bedürfnissen an. In der Warmbadehalle wird nun auf 34 °C erwärmtes Mineralwasser verwendet, das bei neuen Bohrungen zutage kam. Die Halle ist wieder mit ihrer ursprünglichen hohen Stuckdecke und einem Buntglasfenster, das eine italienische Küstenlandschaft zeigt, geschmückt.

### Villa Merkel
Die Villa Merkel wurde 1873 von Otto Tafel für den Industriellen Oskar Merkel entworfen und wird seit 1974 als Galerie der Stadt Esslingen am Neckar genutzt. Bei Restaurierungsarbeiten wurde kürzlich entdeckt, dass es sich trotz der rückwärtsgewandten Architektur um das erste Betonwohnhaus Deutschlands und um den ersten Zementbau in Baden-Württemberg handelt. Nicht nur die Bauzier, sondern das ganze Haus besteht aus Beton.

### Weststadt
In der Weststadt bildete sich, nachdem der Eisenbahnanschluss erfolgt war, ein gründerzeitliches Industriegebiet. Von dieser Zeit zeugen noch alte Fabrikanten- und Unternehmervillen wie etwa die Villa Pebra oder die Villen Kollwitzstraße 16, Martinstraße 27, Berliner Straße 17 und Mettinger Straße 46 sowie ehemalige Fabrikgebäude wie zum Beispiel das Dick oder die Fabrikbauten für F. W. Quist oder G. Boley sowie die ehemaligen Stallungen des Fuhrunternehmers Blocher. In der zweiten Hälfte des 20. Jahrhunderts zogen die meisten Betriebe an günstigere Standorte oder gingen ein. Seit 2011 entsteht im Anschluss an dieses Gebiet nach dem Rückbau der Bahnanlagen die Neue Weststadt.

### Wettersäule
In der Nähe des Schelztorturms befindet sich eine Wettersäule aus dem 19. Jahrhundert.

### Aquädukt Obertal
Der Aquädukt in Obertal diente einst zur Wasserversorgung des Schlosses Hohenkreuz.